# Можайск
Можайск — город областного подчинения в России, на западе Московской области, административный центр Можайского муниципального округа. Носит звание города воинской славы (2012).
Население — 32 755 чел. (2024). Занимает 48-е место по численности населения в Московской области.
Расположен на склонах Можайской гряды Можайско-Волоколамской возвышенности (часть Московской возвышенности), на берегу реки Москвы, в 4 км от Можайского водохранилища, в 106 км к западу от центра Москвы и 90 км от МКАД.
Город протянулся с запада на восток на 5 км, а с севера на юг на 6 км. Средняя высота над уровнем моря — 210 м, наивысшая — 228 м. Город имеет прямоугольную сетку улиц, частично размеченных ещё в XVIII веке. Площадь города — 17,8 км².
Впервые упомянут в 1231 году. В XIII—XV веках был столицей удельного княжества.
В юго-восточной части города находится железнодорожная станция Можайск, открытая в 1870 году. Станция относится к Московской железной дороге и расположена на Смоленском (Белорусском) направлении.

## Этимология
Название города упомянуто в XVI веке как «город Можаеск на речке на Мжае». Первичен гидроним, который упоминают также в формах Можай и Можая. Название предположительно имеет балтское происхождение. На литовском языке «Mažoji» («Мажойи») — означает «малая». Так была названа протекающая здесь речка, впадающая в большую Москву-реку. Об этом же говорит и В. В. Седов в статье «Балтская гидронимика Волго-Окского междуречья» (1971) — «Название речки Можайки, давшей имя городу, происходит от балтского слова „Mažoji“, то есть „малая“ (по отношению к большой Москве-реке), к которому добавился русский суффикс „к“». А. Л. Шилов в заметке «О названии Можайска» воспроизводит мнение о балтском происхождении названия города из языка племени голядь.

## История

### Долетописная история
В 9700—9600 годах до н. э. окончилось последнее ледниковое оледенение, ледник с территории нынешнего Можайского края уходит окончательно. В результате этого в 9000—8000 годах до н. э. происходит крупный оползень, в результате которого нынешняя Никольская гора (на которой расположен Можайский кремль) откололась от основного «материка» (сейчас это центр города). Именно по этой причине сама Соборная гора расположена ниже, чем основной город.
После отступления ледника происходило медленное освоение человеком центральных районов Русской равнины. Климат был более суровым, чем нынешний. Эта местность представляла собой холодную степь с небольшими перелесками из ели, сосны, берёзы и осины. В животном мире преобладали ныне вымершие животные, такие как мамонт. Однако следы освоения долины Москвы-реки палеолитическим человеком весьма редки. В мезолите климат стал более тёплым, но оставался холоднее современного. Ведущую роль стали занимать леса таёжного типа, преимущественно смешанные. Вымерли мамонты.
Эпохой неолита (4000—3000 годы до н. э.) представлена находка кремнёвого орудия, найденного на территории кремля. В это время в Европе значительное потепление, Московская область покрыта широколиственными лесами. Множество находок этого времени на территории Можайского района говорят о том, что в неолитическую эпоху была заселена практически вся территория вдоль можайского течения Москвы-реки и её притоков.
О существовании же поселения фатьяновской эпохи бронзового века (2500—1500 годы до н. э.) говорят находки двух топоров, часто отмечающих места фатьяновских могильников. Они были найдены на территории города Можайска — на Власьевой горе и у здания ОВД. Среди находок этой эпохи, в городе на берегу реки Можайки была обнаружена мотыжка из лосиного рога. В бронзовом веке оказались освоенными не только прибрежные части рек и озёр, но и высокие бровки долин, отдельные холмы и мысы. Высокий холм, на котором ныне расположен Можайский кремль, в эпоху бронзы был ещё более заметной ландшафтной доминантой. Поэтому весьма велика вероятность обнаружения здесь артефактов этого времени.
Археологический памятник «Можайское городище», расположенный на территории кремля, датируется 700 годами до н. э. — 400 годами н. э. Это типичное городище железного века дьяковской культуры, вокруг которого нет никаких скоплений древнерусских памятников. Напротив кремля были найдены находки, датированные 800—900 годами, которые относятся к дославянским финно-угорским племенам. Это позволяет искать в этом месте дославянский могильник и поселение.

### От древнего городища к княжеской крепости
По версии археолога И. И. Кондратьева, изначальный княжеский погост (выросший позднее в крепость) на территории Можайского кремля был основан в 1097—1113 гг., когда Владимир Мономах «торил путь сквозе вятичи». Именно в этот период был основан город Владимир Залесский (1108 г.), а также, следуя этой гипотезе, ещё две крепости, одна из которых стала впоследствии Москвой, а другая Можайском. Так как Мономаху был необходим путь между дружественными Смоленским и Ростовским княжествами, был устроен «ряд» — договор между князем и вятичами, жившими в этих краях. Попытки достижения согласия с ними осуществлялись как со стороны Смоленского княжества, так и со стороны Ростовского. Из четырёх существовавших в округе центров ни Тушков городок, ни Троицкое городище и ни Долгининское, а именно гора в излучине Можайки больше всего была пригодна для контроля нового пути «сквозе вятичи». Ведь от верховьев реки Можайки не более 1500 метров до истоков реки Мжут, которая впадает в реку Протву, впадающую в Оку. Этот речной путь представляет собой кратчайшую дорогу из недружественного Черниговского княжества к верховьям Москвы-реки.
Согласно археологическим находкам, первое славянское поселение и укреплённый детинец на Соборной горе появились в XII веке, в районе Ново-Никольского собора. Эта небольшая крепость занимала площадь всего 50 на 50 метров. Укрепления были аналогичны ранним укреплениям Москвы. Они представляли собой древесно-гумусную насыпь, структурированную бревенчатыми дубовыми конструкциями, и покрытую слоем глины. Облицовка вала представляла собой «хаковую» конструкцию. Фрагмент такой конструкции, характерной для фортификации XI—XII вв., был найден археологами внутри Ново-Никольского собора в 2006 году. Полной аналогией данной находки является конструкция вала, обнаруженная в 1959 г. в Московском кремле. Этот факт укрепляет гипотезу о единой программе градостроительства на пути «сквозе вятичи».
По верху вала была устроена деревянная стена, составленная из срубов. Башен на стенах для крепостей этого времени не предусматривалось. К востоку от крепости находился посад XII века и православное кладбище. Въезд в крепость находился на месте нынешнего Петропавловского храма и представлял собой захаб, снабжённый проездными воротами. Вероятно, здесь и находилась первая церковь, существование которой подтверждено находками византийских амфор для вина и масла. К концу 1130-х гг. функция поселения меняется от княжеской усадьбы-«места» к погосту, игравшему важную роль в процессе феодализации, окняжения и христианизации местного населения.
По мнению И. И. Кондратьева, возможно также, что Можайск обязан своим появлением древнему волоку, одному из вариантов пути из варяг в греки.

### Первое упоминание
Можайск впервые упоминается в русских летописях (начиная с Московско-Академической летописи и включая ряд позднейших летописей, в том числе Новгородскую IV, Воскресенскую и Никоновскую летописи) в 1231 году как город, который в этом году пытался захватить владимиро-суздальский князь Ярослав в ходе междоусобного конфликта с черниговским великим князем Михаилом. В то же время это упоминание является спорным, поскольку в ряде летописей (в том числе в Новгородской I летописи младшего извода) в том же известии упоминается не Можайск, а Мосальск (в настоящее время — районный центр Калужской области). Кроме того, в дальнейшем летописи упоминают Можайск только как владение смоленских князей, не упоминая также каких-либо событий, которые могли бы привести к его переходу от Чернигова к Смоленску. Историк А. К. Зайцев, посвятивший этому вопросу специальное исследование, указывает, что Мосальск упоминается в более древних рукописях летописей, включающих данное известие, чем Можайск. Кроме того, Мосальск оказывается ближе к другим населённым пунктам, упомянутым при описании маршрута данного похода Ярослава. Поэтому А. К. Зайцев предполагает позднейшее искажение текста, заменившее Мосальск на Можайск.
Однако, вариант названия города в наиболее древней части Новгородской летописи звучит как «Мосаиск», о чём пишет сам Зайцев. Историк считает, что «Мосаиск» позднее стал «Можайском» ошибочно. Так, историк Зайцев указывал, что Мосальск стоит на реке Можайке, также как и Можайск. Исходя из этого он сделал вывод, что Мосальск мог в то время называться «Мосаиском» по реке. Но этот вывод спорный, так как нынешняя река Можайка в Мосальске раньше называлась рекой Мосалкой, что видно даже по источникам начала XX века. Тогда как река Можайка в Можайске в XVI веке упоминалась как река «Мжая (Можая)», а современную форму «Можайка» получила к концу XVIII века. Стало быть, спор о Можайске-Мосальске 1231 года всё ещё открыт.
Исторический центр, первое поселение и укрепления стояли на высоком холме в нижнем течении реки Можайки. Позднее на этом холме будет построен Можайский кремль. Для лучшего обзора вокруг лежащих территорий лес был вырублен (что способствовало тому, что река Можайка сильно обмелела и в настоящее время превратилась в ручей). Вместе с тем посады вокруг укреплений так разрослись, что дотянулись вскоре до реки Москвы.

### Можайское княжество
В 1237—1238 годах произошло первое монгольское нашествие на Русь под предводительством Батыя. Однако можайский удел Смоленского княжества волею судьбы избежал не только татарского разгрома, но и литовских набегов на Смоленск.
В середине XIII века Можайск становится центром самостоятельного княжества в составе Смоленского княжества. Город получил в наследство Фёдор Ростиславич Чёрный, который становится первым удельным князем Можайским. Точная дата появления Можайского княжества неизвестна, поскольку факт создания можайского удела братьями для Фёдора Ростиславича упомянут в летописях в 1277 году как произошедший когда-то ранее этой даты.

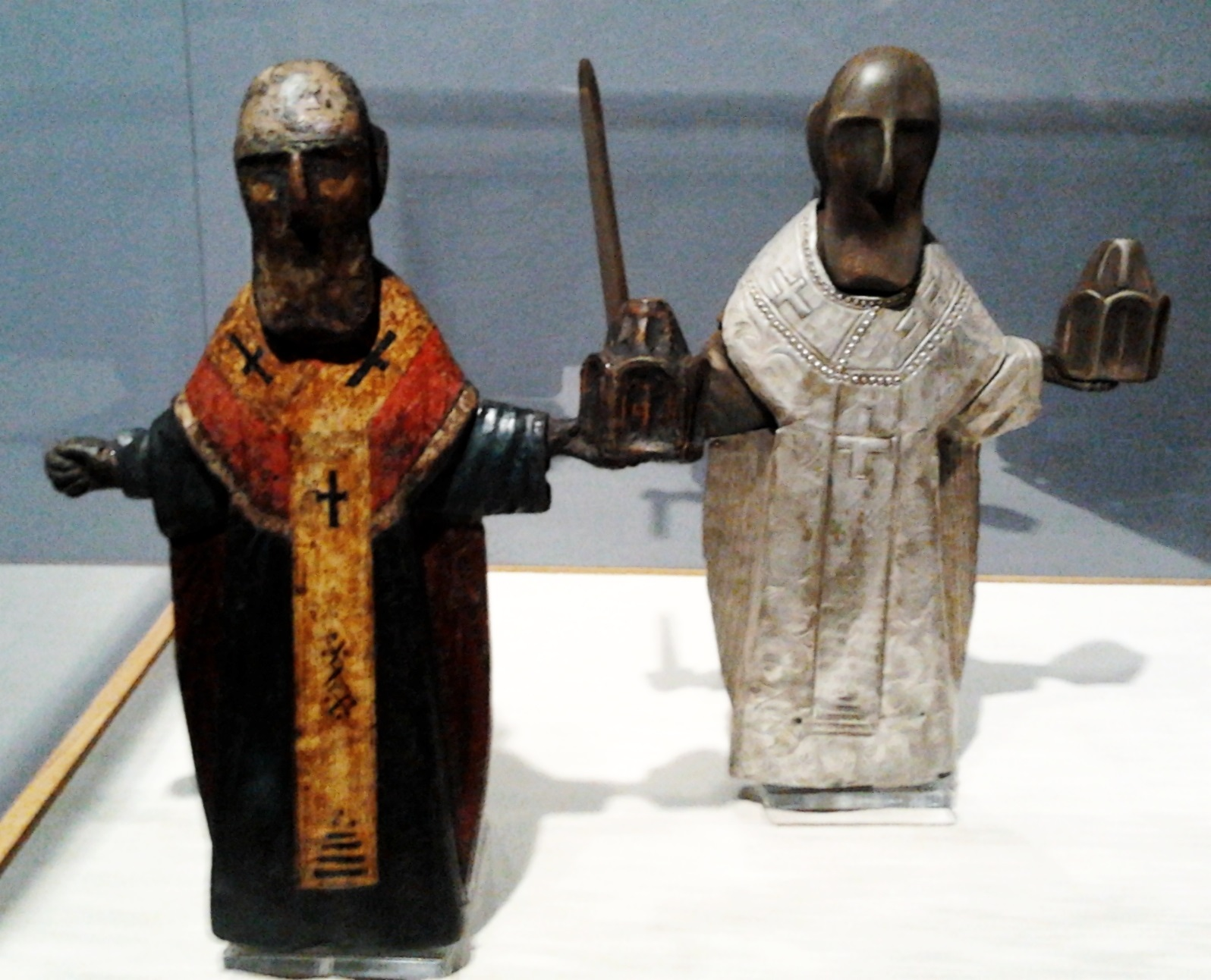
Статуэтки с изображением Николы Можайского

Именно в известии 1277 года в летописях впервые бесспорно упоминается «град Можаеск». До этого летописи «не замечают» Можайск, связано это было с тем, что укреплённый княжеский двор с небольшой крепостью можно было с большой натяжкой назвать городом. Полноценные посады вокруг княжьей крепости появляются во второй половине XIII века, что не противоречит летописи. С этого года Можайск и становится настоящим городом.
В 1293 году город был захвачен и разорён в ходе похода Дюденевой рати на Русь.
В 1303 году московский князь Юрий Данилович напал на город, захватил в плен князя Святослава Глебовича и присоединил Можайск к Московскому княжеству. Город стал важным укреплённым пунктом на западе от Москвы.
В середине XIV века Можайск находился в правлении Ивана Красного. В 1341 и 1370 годах крепость выдержала осаду литовского князя Ольгерда.
В 1352—1354 году погибло много людей от моровой язвы, город сильно обезлюдел.
В 1380 году 60 можайских бояр вместе со своей свитой погибают на Куликовом поле. Мстя за эту битву, в 1382 году город сожгли татары Тохтамыша.
В 1397 году Новгород разоряет можайское Белоозеро.
В XIV веке Можайск пережил пору расцвета. Он был одним из религиозных центров Московской Руси, благодаря особо почитаемой иконе Николы Можайского. Легенда рассказывает, что однажды, когда город осадили враги, перед ними предстал святитель Николай с мечом и крепостью в руках. Испугавшись его грозного вида, неприятель отступил. Земляной крепостной вал, дошедший до нас, был насыпан не ранее этого века.
В 1389—1493 годах Можайск являлся центром удельного Можайского княжества, в его состав входили такие места как Верея, Калуга, Медынь. С 1389 года в уделе правил князь Андрей Дмитриевич, сын Дмитрия Донского. При нём в Можайске чеканилась своя монета, строились каменные храмы, Ферапонтом Белозерским основан Лужецкий монастырь. При нём же было построено одно из первых каменных зданий в городе — Никольский собор (позднее Старо-Никольский). По виду он напоминал Успенский собор конца XIV века на Звенигородском городке. В это же время неизвестным автором была выполнена из дерева статуя Николы Можайского, которая позднее стояла на Никольских воротах.
В городе так же был построен каменный собор Святых Иоакима и Анны (1390 г.), снесённый в 1867 году. От храма осталась только белокаменная стена, встроенная в поздний храм Ахтырской иконы Божьей Матери, причём северная стена бывшего собора стала южной стеной нового храма. Ныне существующая церковь Иоакима и Анны же была выстроена рядом в 1871—1893 годах.
В 1410 году темник Золотой Орды Эдигей разоряет верейские волости (области) Можайского княжества, но сам город не тронул.
В 1419—1422 годах в можайских областях отмечался страшный голод, а в 1427 году — очередная эпидемия.
С 1432 по 1454 года удельным князем Можайским был Иван Андреевич — старший сын Андрея Дмитриевича, внук Великого князя Московского Дмитрия Донского. Воеводой в правление Ивана Андреевича был Василий Иванович Замыцкий-Чешиха. Иван Андреевич, в отличие от своего отца, был больше склонен к интригам и политике, чем к развитию собственного княжества. В 1434 году Иван Андреевич Можайский переходит на сторону дяди, князя Юрия Дмитриевича, соперника Василия II. В 1444 году Иван Андреевич сжигает в Можайске своего боярина Андрея Дмитриевича Мамона за то, что он «тянул» к Москве.
1445 год — литовский князь Казимир Ягеллончик посылает свою рать на Можайск. Литовцы разоряют пять городов, пока силы Можайска, Вереи и Боровска не остановили их в битве у реки Суходрев.

12 февраля 1446 года Иван Андреевич Можайский и Дмитрий Шемяка грабят великокняжескую казну и архивы в Москве. На следующий день Иван Можайский пленит Василия II в Троице-Сергиевой лавре. После чего совместно с Шемякой ослепляет Василия II, за что тот получает прозвище «Тёмный». Василия Тёмного высылают в изгнание. 

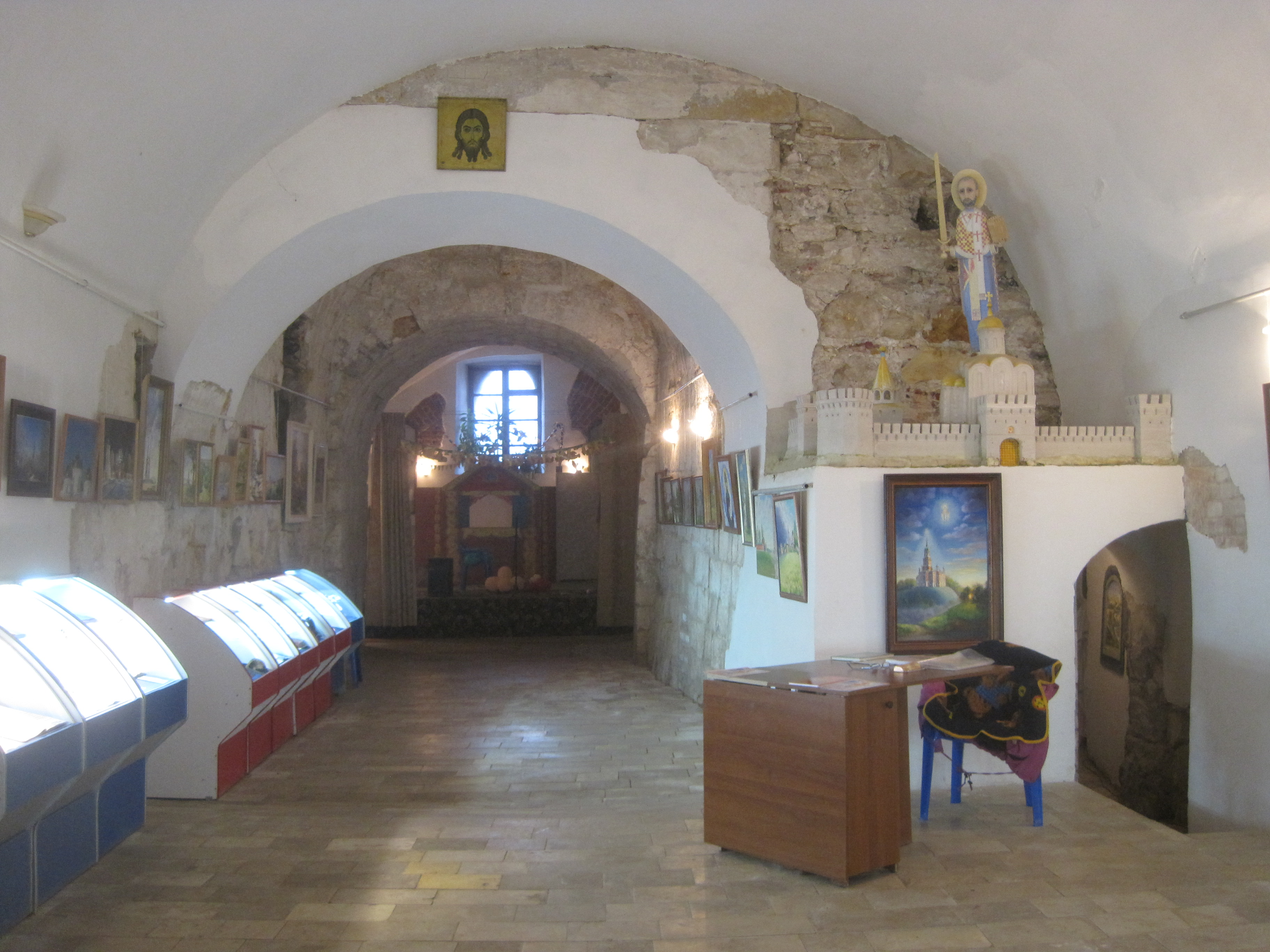
Встроенные в собор кремлёвские ворота XV века (вид с севера на юг)

В 1454 году город захватывает Василий II, а Иван Андреевич бежит в Литву. После этого Можайский удел был ликвидирован и стал управляться великокняжеским наместником. С 1462 года Можайск был в уделе Юрия Васильевича. Позднее городом управляли наместники из Москвы, а последним можайским князем был Андрей Васильевич Большой (1481—1491 гг.). В 1490 году воеводой в Можайске служил Семён Иванович Воронцов. В 1491 году в Москве была построена Никольская башня, получившая своё название по иконе святого Николая Чудотворца.
В 1492 году воеводой в Можайске стал Александр Васильевич Оболенский, сын князя Василия Ивановича Оболенского — Косого, а в 1493 году воеводой был Андрей Фёдорович Челядин.
В конце XV века из «мячковского» камня были построены белокаменные Никольские ворота с церковью Воздвижения на них. Эта постройка самая ранняя на территории кремля из дошедших до нас. Нынешний Ново-Никольский собор был построен на месте башни, включив в себя и старую церковь и сами ворота с 11-ю метрами кремлёвской стены (сейчас можно увидеть в подклете собора).

### Расцвет и упадок

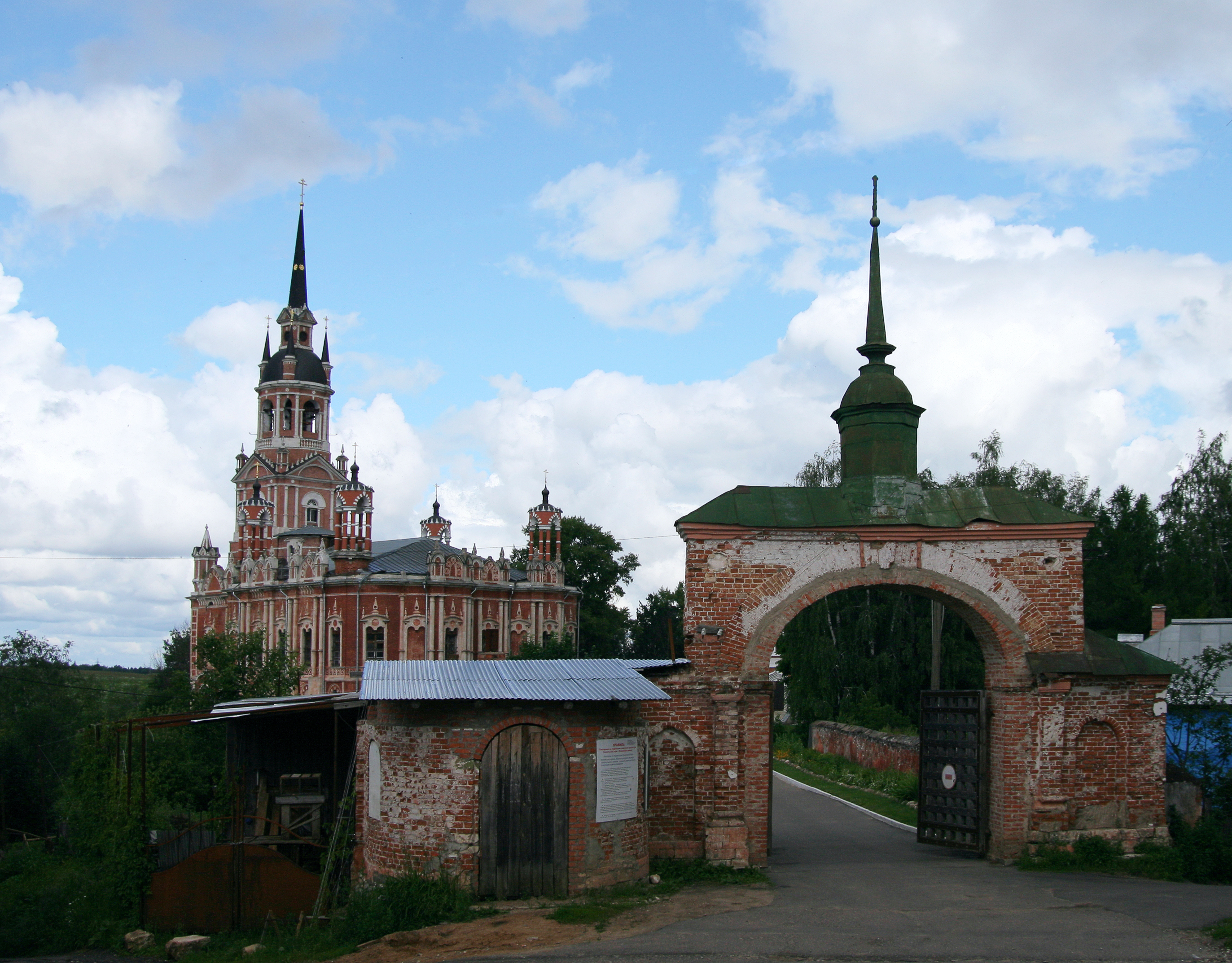
Ворота Можайского кремля

С XVI века город являлся значительным торгово-ремесленным центром. Деревянные городские сооружения часто ремонтировали, а некоторые были заменены каменными. Среди них — главные, Никольские, ворота кремля, где в надвратной часовне хранилась резная скульптура Николы.
В XVI веке в городе существовало около 16—17 монастырей, из которых до наших дней сохранился лишь Лужецкий монастырь. Помимо него, существовали:
- Благовещенский женский монастырь — на посаде напротив Соборной горы.
- Борисоглебский мужской монастырь — напротив Троицкого монастыря в районе ул. Пионерской и Фрунзе.
- Петровский женский монастырь — на месте Петровского кладбища.
- Петропавловский мужской монастырь.
- Сретенский мужской монастырь — на месте городской больницы.
- Троицкий мужской монастырь — последняя церковь ансамбля была разрушена немцами в январе 1942 года.
- Успенско-Богородицкий женский монастырь — на месте Успенского (Никольского) кладбища.
- Якиманский мужской монастырь — сохранились фрагменты старых построек внутри более поздних.
- Алексеевский мужской монастырь — в районе впадения Ченцовского ручья в Москву-реку.
- Васильевский мужской монастырь — на Васильевской горе. Сейчас его хотят возродить в качестве достопримечательности.
- Воскресенский мужской монастырь — напротив Петровского монастыря на Воскресенской горе.
- Настасьинский женский монастырь — на берегу реки Куширка.
- Мироновский (Мироносицкий) женский монастырь — район улицы Стрелковая.
- Мокро-Никольский мужской монастырь — улица Герцена на берегу Никольского ручья.
- Пятницкий женский монастырь — каменная церковь разрушена немцами. Предположительно сохранились церковные дома.
- Покровский монастырь (предположительно)[24]

В годы Русско-литовской войны Можайск был центром сбора русских воевод. В это время Василий III часто навещает Можайск, живёт в нём, охотится. В городе появляется 2 государевых сада, 2 парка-зверинца, Царский двор и посольство, где Василий III принимает иностранных послов, в том числе Герберштейна, автора знаменитых «Записок о Московии».
В 1526 году игумен Лужецкого монастыря Макарий выдвинут на пост архиепископа Новгорода и Пскова. Позднее он станет митрополитом всея Руси.
В 1536 и 1538 году Можайск дважды посещает на богомолье Елена Глинская, вторая жена Василия III.
В 1541 году старая крепость отстраивается заново после сильного пожара. Память об этом событии сохранила надпись на стене Петропавловской церкви: «лета 7049-го делали паперть, да и город делали тогож лета пожгле я». Вероятный перевод — «В 1541 году делали паперть да и город делали, поскольку в том году их сожгли». Причины пожара неизвестны, археолог И. И. Кондратьев связывает это с бунтами и разбоями во время правления Елены Глинской и проведением первого этапа губной реформы. После того пожара от укреплений дерево-земельной крепости остались только лишь земляные валы, да обгоревшая белокаменная Никольская башня XV вв.
В 1549 году первый настоятель Лужецкого монастаря Ферапонт причислен к лику святых по предложению Макария.
В 1559 году Иван Грозный вместе с женой Анастасией Романовой пребывает в Можайске.
В 1560-е годы во время военных действий в Ливонии царь Иван Грозный сделал Можайск своей ставкой. Здесь он принимал шведских, датских, немецких и польских послов, сюда ему приходили донесения воевод и казачьих атаманов с польских и литовских пограничных районов России. В 1564 году он присутствовал при освящении дубовой пятиверховой церкви Успения Богородицы, которую он повелел построить в Можайске напротив своего дворца. Вероятно, в это время Можайск стал местом сбора и концентрации русских войск перед походом на Литву, а в некоторых случаях, вследствие сравнительно небольшого расстояния от Берега — и на крымских татар.
В 1562 году окольничим был назначен Дмитрий Григорьевич Плещеев. Он занимался раздачей дворов в Можайске.

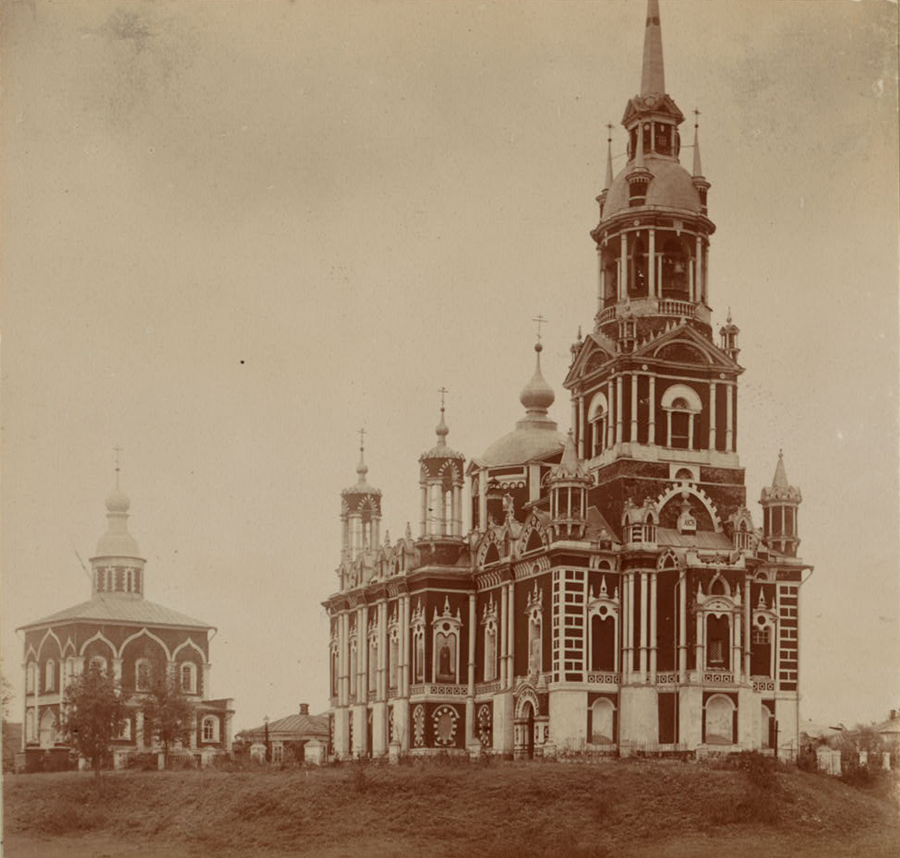
С. М. Прокудин-Горский. Можайский Николаевский собор 1911 год. Слева от Ново-Никольского собора — Петропавловская церковь (Старо-Никольский собор)

С началом Ливонской войны жизнь горожан резко ухудшилась. Необходимы были средства для содержания войска, из-за чего последовало увеличение гнёта, особенно на посадских людей. Не обошла стороной город и опричнина с 1565 года, из-за чего увеличился отток людей в районы Поволжья. Летопись сообщает, что много люда «разыдеся» из Можайска и из Волока на Рязань и Мещеру, и в Понизовые города, в Нижний Новгород. А эпидемии чумы привели к запустению города.
В 1566—1572 годах в Можайске — моровое поветрие, от которого в окрестностях вымерли целые селения. С самого начала эпидемии Иван Грозный для ограждения от заразы столицы строит в Можайске заставу. В 1580—1581 годах эпидемия повторилась. На посаде по сравнению с серединой века осталось лишь 11 % дворов.
В 1586 году через Можайск проезжает антиохийский патриарх Иоаким V, впервые торжественно встречаемый здесь. В 1593 году посол Римского императора Николай Варкоч посещает Можайск и называет его «Священным городом русских».
Так он описывает::

…Эта деревня лежит близ города Можайска и довольно большая; в городе есть крепость и много церквей, но все строения деревянные, кроме монастырей и церквей, которые каменные. Город лежит при двух порядочных реках: Москве и Можайке. Когда г. посол изъявил нашим приставам желание остановиться в городе, поскольку ему несколько нездоровилось, они отказали в том, говоря, что не имеют на то никакого приказания от великого князя; к тому же это священный город, в котором у них есть святой — Николай. Наши спросили одного из провожавших нас бояр, почему этот город считается священным? Он отвечал, что у них тут в крепостной церкви деревянный образ их святого Николая, которому не одни жители Можайска делают приношения, но и народ со всей страны ходит туда на богомолье и для жертвований Николаю, да и сам великий князь каждый год жалует вклад сему святому. У кого заболит рука, нога или другой какой член тела, тот человек, как бы ни жил далеко, приходит в Можайск, прикасается к святителю Николаю и от того выздоравливает. Другой рассказал о своём Николае вот что: однажды великий князь велел принести его образ в город Москву, чтобы не ходить к нему всякий раз далеко; вот вечером и поставили образ в Москве в одной церкви, а на другой день он опять стоял на своём месте в крепостной церкви в Можайске. Сказывают также, что однажды в Можайске был пожар, и святой их Николай бежал от огня, сделал было уже добрую часть пути, когда они погнались за ним, догнали его и опять отнесли в крепостную церковь, где он находится и поныне. Они говорили много подобного о Николае. Однако ж это невозможное дело.— Из Описания путешествия в Москву Николая Варкоча, посла Римского императора, в 1593 году
В 1592 году царь Федор I единственный раз посещает Можайск на богомолье.
В писцовых книгах Можайского уезда 1596—1598 годов содержится первая подробная роспись кремлёвской крепости:
Кремль имел форму неправильного шестиугольника в 269 саженей. С севера он был окружен речкой Можайкой, искусственно поднятой плотиной, а с востока, запада и юга глубоким, частью естественным, местами рытым на 10 аршин глубины, рвом. Крепость соединялась с посадом в части торга с юго-восточной стороны деревянным «на взрубех» мостом. В крепости имелось двое ворот: каменные Никольские с церковью Воздвижения с юга и деревянные Петровские с севера с крутым спуском, идущим по откосу вала параллельно стене, к реке Можайке и городским пристаням. На Никольской башне находилась вышка для часов с боем, к которым был приставлен часовщик. Кроме того, в крепости значились 4 башни: Наугольная от реки Можайки, около часовни (Белая), против Торга (Красная) и Наугольная против Иоакимо-Анненского монастыря. Деревянные стены и башни ко времени росписи пришли в упадок — «деревянная обмазанная глиною стена обвалилась, а кровля на городе сгнила». Вооружение крепости находилось в бедственном положении.
В тех же писцовых книгах описан и Можайск. Город разделяется на 60 слобод, улиц, переулков и другое. Включает в себя 30 дворов средних людей, 175 младших, 127 пустых дворов, и 1446 мест дворовых, 4 монастырские слободки с 45 дворами, торг, состоящий из 304 1/4 лавок, 41 амбара, 3 полок, 69 скамей, 12 лавочных и 5 амбарных мест, 21 кузницы. В крепости находилось 8 изб, присутственные места, 4 клетки, 2 богадельни, 2 тюрьмы, 1 амбар, 7 житниц, 7 дворовых мест. Церквей в городе насчитывалось 30 (5 из них в крепости), не считая 16 монастырских церквей. Население: 13 дворян и боярских детей, 1 дворник, 60 ратных людей, 2 пушкаря, 5 воротников, 6 рассыльщиков, 1 садовник, 1 рыбалов, 1 часовник, 48 ямщиков, 204 чёрных посадских людей, 30 монахов чёрного духовенства, 80 белых монахов, 25 церковных сторожей, 2 монастырских привратника (воротника), 1 монастырская служка и 1 извозщик. В монастырских слободках: 70 человек, 7 живущих на церковных землях, 145 нищих, 153 торговца. В городе 244 ремесленника. На торгу 56 лавок, торгующие продуктами питания, 49 — одеждой и материалами, 61 — предметами домашнего обихода. В книгах указывают на резкий отлив населения города в окраины государства.

### Смутное время
В 1601 году Борис Годунов освящает шатровую Борисоглебскую церковь в Борисовом-городке и посещает Можайск.
В 1603 году Можайск захватывают разбойники под руководством Хлопка. Для уничтожения банды посылались дворянские отряды из Москвы.
2 мая 1606 года Марина Мнишек, жена Лжедмитрия I, посетила Можайск с целью взглянуть на Можайскую святыню.
Осенью 1606 года Можайск занят отрядами Ивана Исаевича Болотникова.
В 1608 году войска Лжедмитрия II подходят к Можайску и осаждают его. Гарнизон крепости оказал им сопротивление, но поляки вынудили его сдаться.
В 1610 году Василий Шуйский (русский царь с 1606 по 1610 гг.) покупает Можайск за 100 рублей у польско-тушинского воеводы Михайлы (Николая) Вильчека.
21 июня 1610 года в Можайск прибывает 30-тысячная армия царя с воеводой Дм. Шуйским и встречаются у д. Маслово вместе с союзниками-шведами Делагарди для битвы с войсками гетмана Жолкевского. 24 июня гетман в битве у Клушино разбивает войска Шуйского, которого предали шведы. Шуйский бежит в Можайск и сообщает можайцам, что «все погибло, просите милости и милосердия у поляков». 25 июня беззащитный Можайск присягает польскому королевичу Владиславу — комендантом в городе был Николай Струсь. В 1613 году отступавшие из Москвы интервенты захватили с собой скульптуру св. Николы Можайского. Можайск был освобождён, но практически полностью уничтожен.
Дозорная книга воеводы Смирного Отрепьева 1614 года сообщает о том, что из всех улиц и слобод, описанных в 1598 г., осталось лишь 15. Всего дозор обнаружил в ещё недавно многолюдном городе лишь 5 человек «добрых», 9 «средних», 40 «худых» и 45 бобылей. В это время Можайск и окрестности небезопасны из-за шаек поляков и разных искателей приключений и лёгкой наживы. Городской воевода Нащокин доносит, что банда Лисовского хочет приходить к городу. Князь Юрий Сулешов оставляет в Дорогобуже, Можайске и Вязьме воевод, ратных людей и хлебные запасы для осады. Это распоряжение спасло город в 1617 и 1618 году.
В 1616 году дозорные книги Можайска воеводы С. Д. Шеховского сообщают о запустении города. От 99 дворов на посаде осталось 54, из которых 19 — бобыльские. От огромного прежде можайского торга уцелело: изба таможенная, изба кабацкая на торговище, 34 лавки, 2 избёнки, 9 скамей, 7 столов, 1 чулан, 3 погреба, 6 кузниц в Зарядье. Целы на р. Можайке мельница и казённая баня, а на реке Москве — рыбная ловля (8 человек).

### Можайское сражение
В ноябре 1617 года из Москвы к Можайску тайно подошли полки воеводы Лыкова. Королевич Владислав в декабре 1617 пытался в ходе своего похода на Москву вновь овладеть разорённым Можайском, но безрезультатно. Воеводы города Фёдор Бутурлин и Данила Леонтьев были готовы встретить его. Владислав на зимний период отходит к Вязьме..

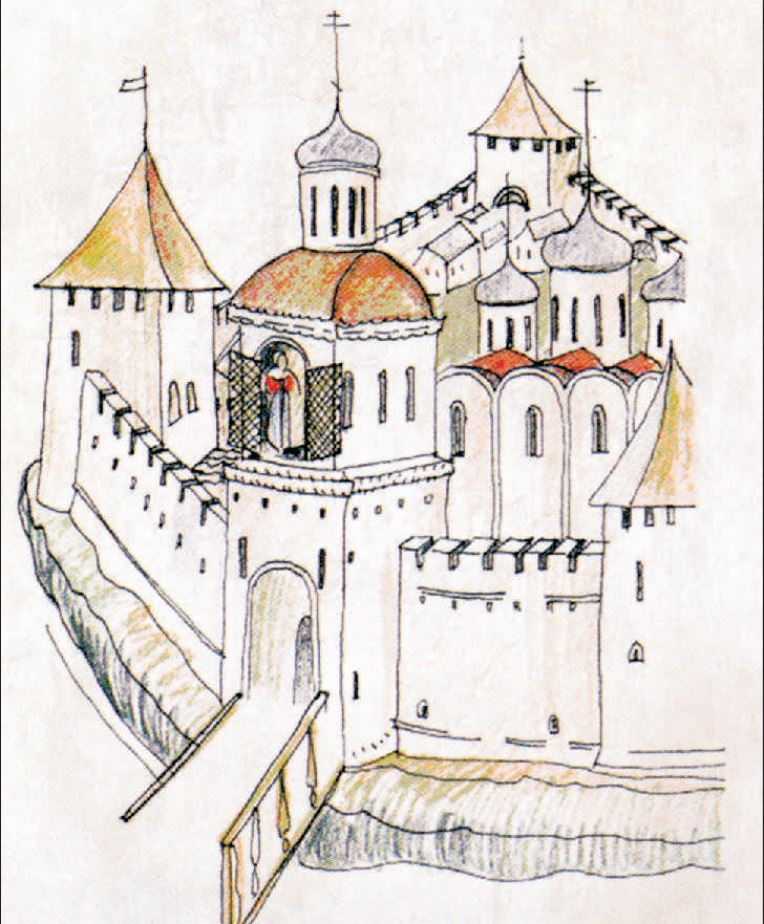
Вид церкви Николы Можайского на воротах Можайского кремля. Рисунок из рукописи «Книга об избрании на царство царя Михаила Феодоровича». 1673 год

В 1618 году начинается Можайское сражение. Одним из воевод был Борис Михайлович Лыков-Оболенский. В начале июня поляки дважды тщетно осаждают Борисов. К Лыкову на помощь идёт Черкасский. 29 июня поляки приходят к Можайску от Борисова, но люд отбивает их и королевич идёт обратно под Борисов. 21 июля Черкасский пришёл в Можайск и пишет про появление поляков у Лужецкого монастыря с целью прекратить сообщение Можайска к Рузе. Лыков сообщает о том, что поляки решились на осаду. Боярская дума выработала план кампании, по которому в случае чего Лыков с Черкасским отходят к Москве и оставляют в Можайске воеводу Фёдора Волынского с осадным людом в прибавку, «чтобы в осаде сидеть было бесстрашно». 27 июля был ранен Д. М. Черкасский. 29 июля Лыков пишет, что литовские люди приходят каждый день к острогу и «ратных людей побивают». Поляки строят укрепления позади Якиманского монастыря, развернули пушки на Брыкиной горе и стреляют по кремлю и Якиманке, и тесноту чинят великую. Во время этой осады уцелевшая в 1608—1613 гг. часть города была окончательно сожжена и разграблена, а местное население вырезано, замучено и утоплено в Москве-реке разъярёнными литовскими таборами.
В этом же 1618 году были взорваны лобовые каменные части крепости — угловая каменная башня от моста и торга и пороховая палатка у алтаря крепостной на воротах Воздвиженской церкви. Ещё при первом приступе Владислава была замучена часть монахов Лужецкого монастыря с Архимандритом Митрофаном во главе. К этому времени относится зловещая легенда Козьей горы об утоплении целого штата одного из можайский монастырей у Игумново. В начале августа защитники города Черкасский и Лыков уходят из острожков, в Можайске остаётся отряд Волынского. Поляки, так и не взяв город, решили идти к Москве, оставив город в тылу. Однако поход неудачен.
14 декабря 1618 года был подписан Деулинский мир, где отдельным пунктом значилось возвращение иконы Николы Можайского. В 1619 году Можайск освободился от осады, а в начале июня патриарх Филарет (отец царя Михаила Фёдоровича, обменянный на пленного полковника Струся (который орудовал в Можайске) торжественно пребывает в Можайск. Здесь его встречает князь Д. М. Пожарский и князь Г. К. Волконский. Посад, совершенно уничтоженный войнами, вновь отстраивается.

### Первые Романовы
После потери Смоленска Можайск стал приграничным городом. Было решено возвести на месте старинной деревянной крепости новый каменный кремль. В 1624 году в город был направлен, царём Михаилом Фёдоровичем, Алексей Тимофеевич Борзецов, где он был головой по постройке. Первоначально проект Можайской крепости заказали англичанину Джону Талеру (Ивану Толеру), однако он исполнил проект, не принимая во внимание особенности рельефа местности.
Глава царского Приказа каменных дел Иван Васильевич Измайлов отметил слабости проекта и о согласии Талера с его замечаниями в письме царю. В дальнейшем строительство велось под руководством Ивана Измайлова. Вместе с ним работали зодчие Бажен Огурцов (автор Теремного дворца и шатра Спасской башни в Московском кремле), Михаил Ушаков (умерший во время работ и похороненный в Можайске), а также известный ярославский мастер Фёдор Возоулин.
С 1624 по 1626 год в рекордные сроки русские мастера возвели в городе мощный кремль по образу московского Китай-города. В крепость вели двое проезжих ворот — Никольские и Петровские. На Никольских была надвратная церковь. Уже существовавшие Никольские ворота строители включили в новое сооружение. Стена, шириной от 2 до 4 метров, имела подошвенный, средний и верхний бои, а также башни. Башня Кухня была названа так потому, что рядом с ней располагалась мукомольня и другие хозяйственные строения. В северо-западном углу кремля стояла Косая наугольная башня, далее шли Петровские ворота (по образцу Варварских ворот в Москве), полубашенье Сурино Колено, Глухая и Красная башни, и наконец Белая башня, построенная ещё при Борисе Годунове. Высота башен колебалась от 10 до 20 метров. На крыше башен были тесовые шатры. Кремль был побелен известью и издалека казался полностью белокаменным, хотя его сложили частично из кирпича, а частично из камня, который добывали на берегу Москвы-реки близ нынешней станции Тучково. Можайская крепость заменила находившуюся в руках поляков Смоленскую крепость.
В 1627 году писцовые книги рисуют картину полного опустошения уезда. Большая часть сел и деревень подверглись полному разорению и сожжению, нередко указывают на целые волости, заброшенные и запустевшие от литовского погрома. Убыль населения Можайского уезда была столь значительна, что официальные писцы не всегда могли в точности выполнить свою задачу за ненахождением старожилов, способных указать селения, обратившиеся в пустоши. Поэтому в писцовых книгах встречаются пропуски и неполнота сведений.
В 1632 году воеводой крепости был назначен знаменитый Дмитрий Пожарский. Внутри находился сильный гарнизон, хранились запасы оружия и пороха. К этому же году относится указание на возмущение в городе казачьих отрядов.
В 1634 году воеводой был назначен Осип Иванович Щербатов. В 1642 году воеводой в городе служил Иван Тимофеевич Вадбольский. Во время Государева похода, 26 мая 1654 года в Можайске пребывал царь Алексей Михайлович.
В 1683—1685 годах была перестроена Никольская башня с надвратным Никольским храмом по приказу патриарха Иоакима. Теперь церковь стала копией Рождественского собора в Лужецком монастыре.
В 1686 году был заключён вечный мир с Польшей и Можайская крепость начала постепенно приходить в упадок. Трескались и разрушались её стены. Никому не нужный, запущенный кремль привлекал лишь местных жителей (кирпичом и белым камнем), да путешественников своим необычным видом.
В правление Петра I, при проведении губернской реформы, Можайск получает статус уездного города Московской губернии. При этом упраздняют воеводскую должность и заменяют её на магистрат во главе с бургомистром. В XVIII век облик Можайска изменяется — растёт посад, строительство которого ведётся по утверждённому плану, часть деревянных строений сменяют каменные дома. В городе появляются магазины, почтовый двор, гостиницы и двухклассная школа. Основным занятием жителей было содержание трактиров, а торговля сконцентрировалась на нуждах проезжающих по оживлённой Смоленской дороге.
В самом начале 1702 года в Разрядный приказ было отправлено послание о найденном в городе кладе в 28 алтынов, также при раскопках был найден «малый избный жёрнов».
В 1704 году воевода Ларионов описал безрадостную картину кремля. Крепость к тому времени лишилась кровли, Косая и Петровская башни «расселась надвое» с вершины до подошвы, полубашню Сурино Колено «вихрем выломало», вместо неё «поставлен сруб и тот сруб сгнил», труба для водяного сходу у Петровских ворот засорилась. Двери у подлазов вывалились, кирпич из стены местами осыпался, вода в Чистом озере испортилась, вокруг стен крепости осыпи, артиллерия слаба, а порох отсырел, Поганое озеро высохло, деревянный мост до посада сгнил и обвалился.
В 1719 году Пётр I основывает Гжатскую пристань (ныне город Гагарин), сюда указом Петра была переселена часть посадских семей и купцов из Можайска и ряда других городов вокруг.
В 1723 году открывается Можайский стекольный завод. В 1740-е годы Можайский завод Мальцова становится одним из самых известных в России. В 1747 году Сенат принял указ о запрещении эксплуатации стекольных и металлургических заводов около Москвы с тем, чтобы уберечь лес от истребления. Мальцов вынужден был переместить Можайскую фабрику на новое место. Завод было решено расположить на речке Гусь, так был основан знаменитый Гусевской хрустальный завод (город Гусь-Хрустальный).

В 1748 году в городе бушует огромнейший пожар, частично пострадал и кремль. 

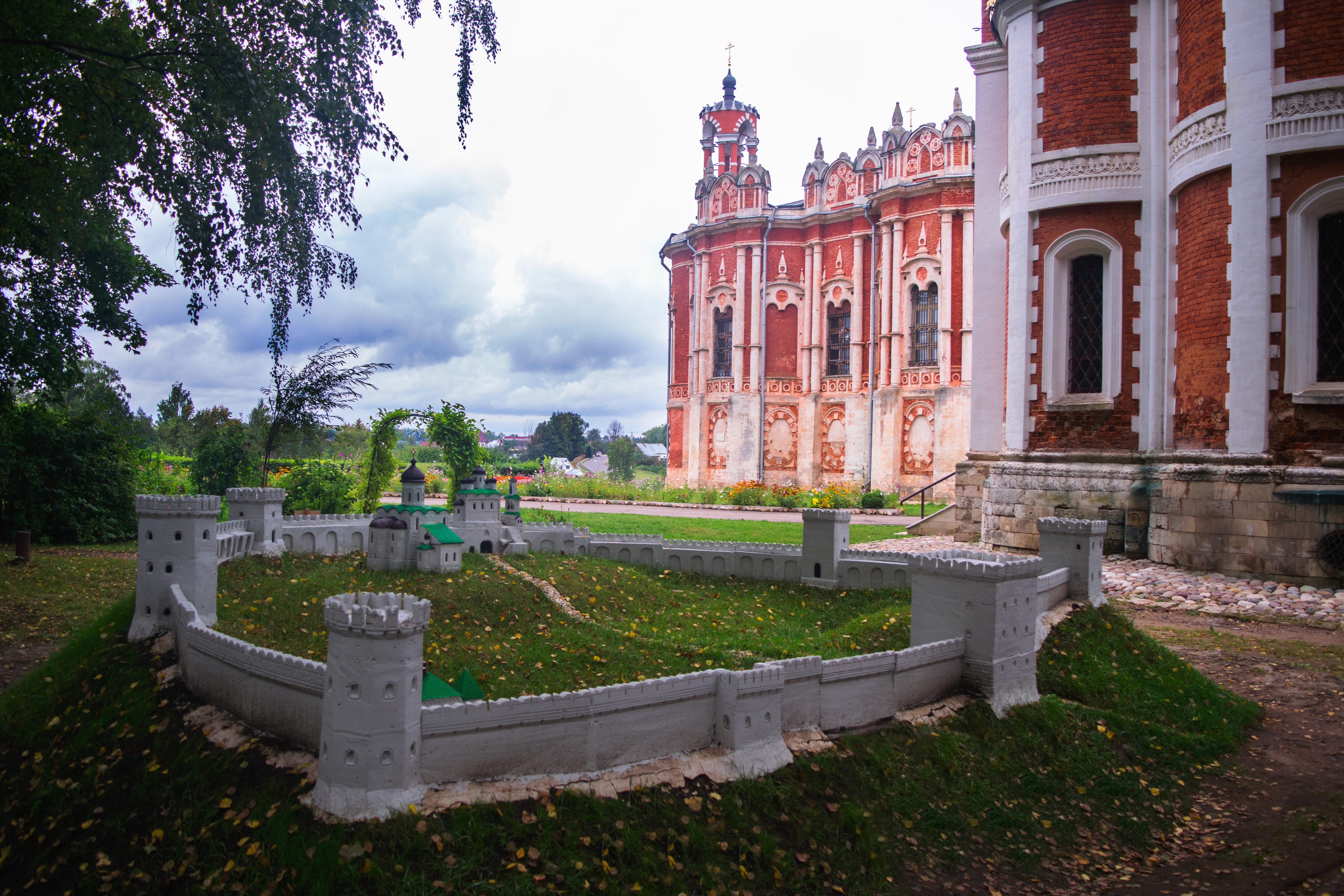
Макет Можайского кремля

В 1765 году в крепости была открыта двухклассная школа «для обучения юношества».
В 1760-х гг. Можайск посещает известный учёный Г. Ф. Миллер.
В 1775 году Петровские ворота были закрыты за ветхостью. В те годы Можайск посетил известный историк Герхард Миллер: «В городе расположена каменная крепость, стоящая на некотором возвышении, и в которой ничего, кроме церкви и воеводской канцелярии, не находится».
В 1779 году начинается капитальная перестройка Никольского на крепостных воротах собора. Причиной тому являлись трещины в соборе и ветхость старого моста. Но вскоре, из-за хищения церковных сумм, постройка была временно приостановлена.
20 декабря 1781 года был утверждён первый герб Можайска. На гербе была изображена «каменная стена о шести башнях, которая в самом деле и ныне существует».
В мае 1782 года вышел правительственный указ о разрешении разобрать крепостные стены в Коломне, Серпухове и Можайске «по крайней их ветхости», поскольку падающие камни угрожали людям.
В 1784 году был принят регулярный план Можайска. Значительная часть центра старого города отошла по плану для разбивки на кварталы и улицы правильной прямоугольной формы: из существовавших здесь в конце 1780-х годов 524 дома 102 деревянных и семь каменных были выстроены по плану вновь. Появились и новые казённые строения: два соляных магазина, почтовый двор, «общественный дом» с городским магистратом, пять казённых питейных домов.
В 1792 году в центре города на месте древнего утраченного монастыря выстраивается Троицкий собор, уже из камня.
В 1802 году была начата разборка Можайского кремля. А поскольку камень и кирпич рекомендовалось использовать на ремонт старых храмов, было решено перестроить старый надвратный собор (Ново-Никольский собор). Через несколько лет, к 1803—1805 годам, интереснейшее сооружение русского зодчества исчезло с лица земли.
Для строительства Нового Никольского собора были использованы крепостные Никольские ворота и надвратная церковь. Собор было решено строить в стиле неоготики. Воздвиженский придел был до основания разобран и заново отстроен. Ворота крепости заделаны с обеих сторон кирпичной кладкой. Колокольня разобрана, как и старое пятиглавие, а вместо была сооружена ротонда-купол с четырьмя «мавританскими» башенками по углам. С запада пристроили новую многоярусную колокольню с высоким шпилем. Снаружи собор был обложен в 2,5 кирпича. Строительство собора продолжалось с 1802 по 1814 год.
С 1805 по 1812 года судьёй в городе был Белаго, Гавриил (Гаврило) Осипович. Незадолго до Бородинской битвы комендантом Можайска назначен Левицкий М. И.
К началу XIX века Можайск насчитывал более 300 домов деревянной застройки. Он раскинулся на холмах и во многом сохранил средневековую планировку: 15 его слобод были связаны 18-ю улицами и 5-ю переулками. В городе насчитывалось 60 лавок, три питейных дома, 12 кузниц, пять заводов, среди которых кожевенный, два пивоваренных, два — по изготовлению солода, четыре кирпичных завода.

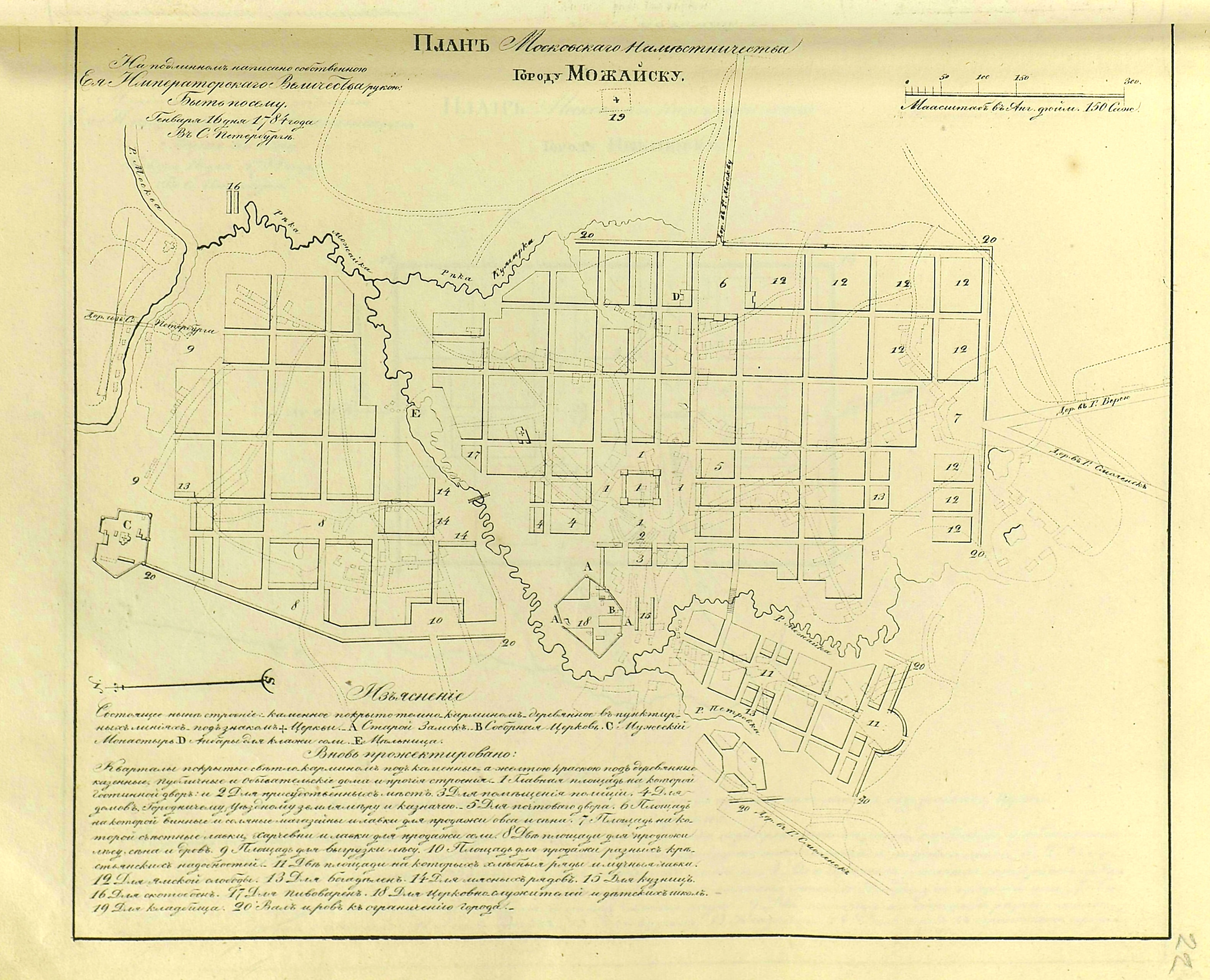
«Прожектированный» план города Можайска 1784 года из «Полного собрания законов Российской Империи. Книга чертежей и рисунков. Планы городов.»
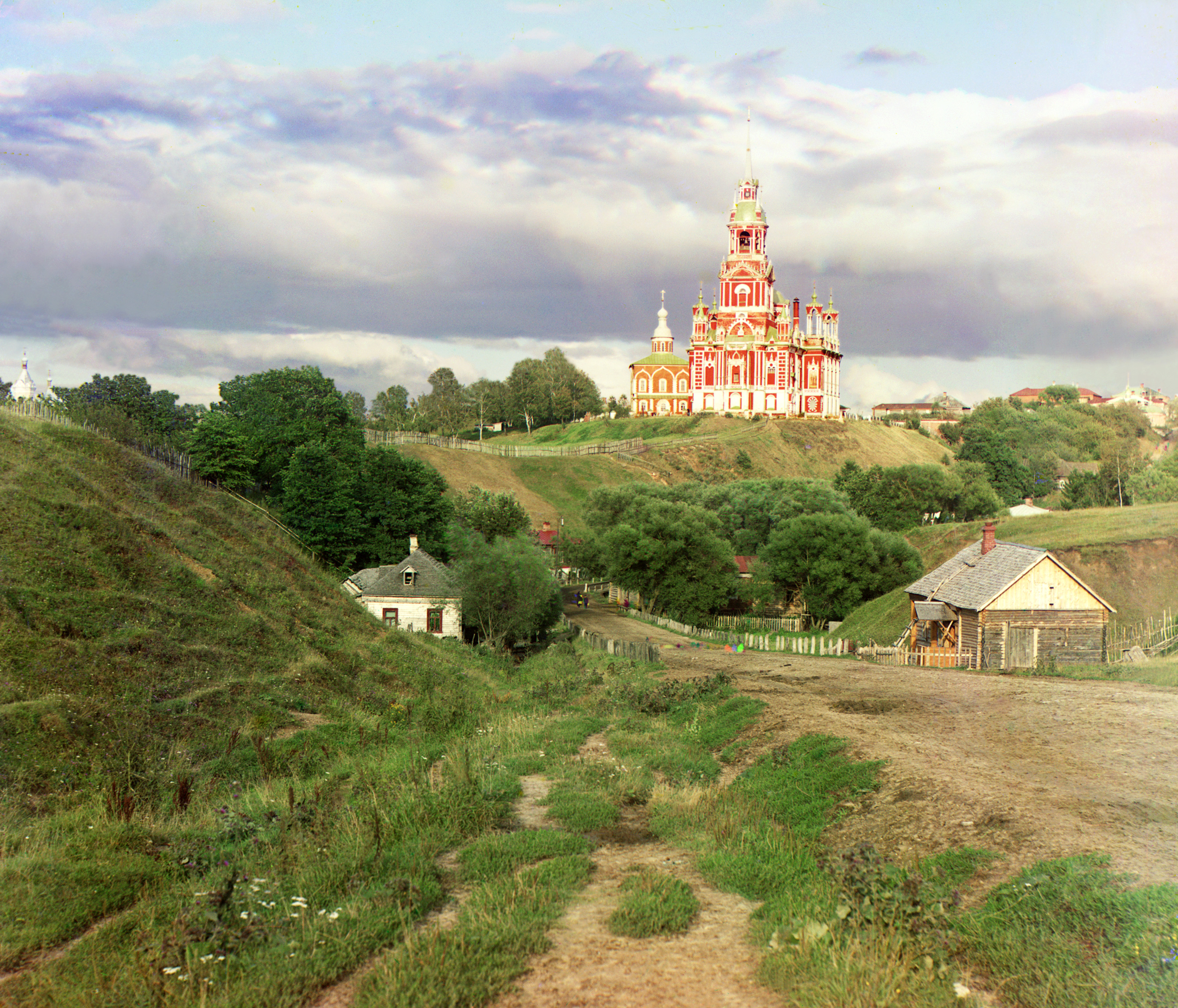
Собор святого Николая (вид с западной стороны), фото Прокудина-Горского, 1911 год
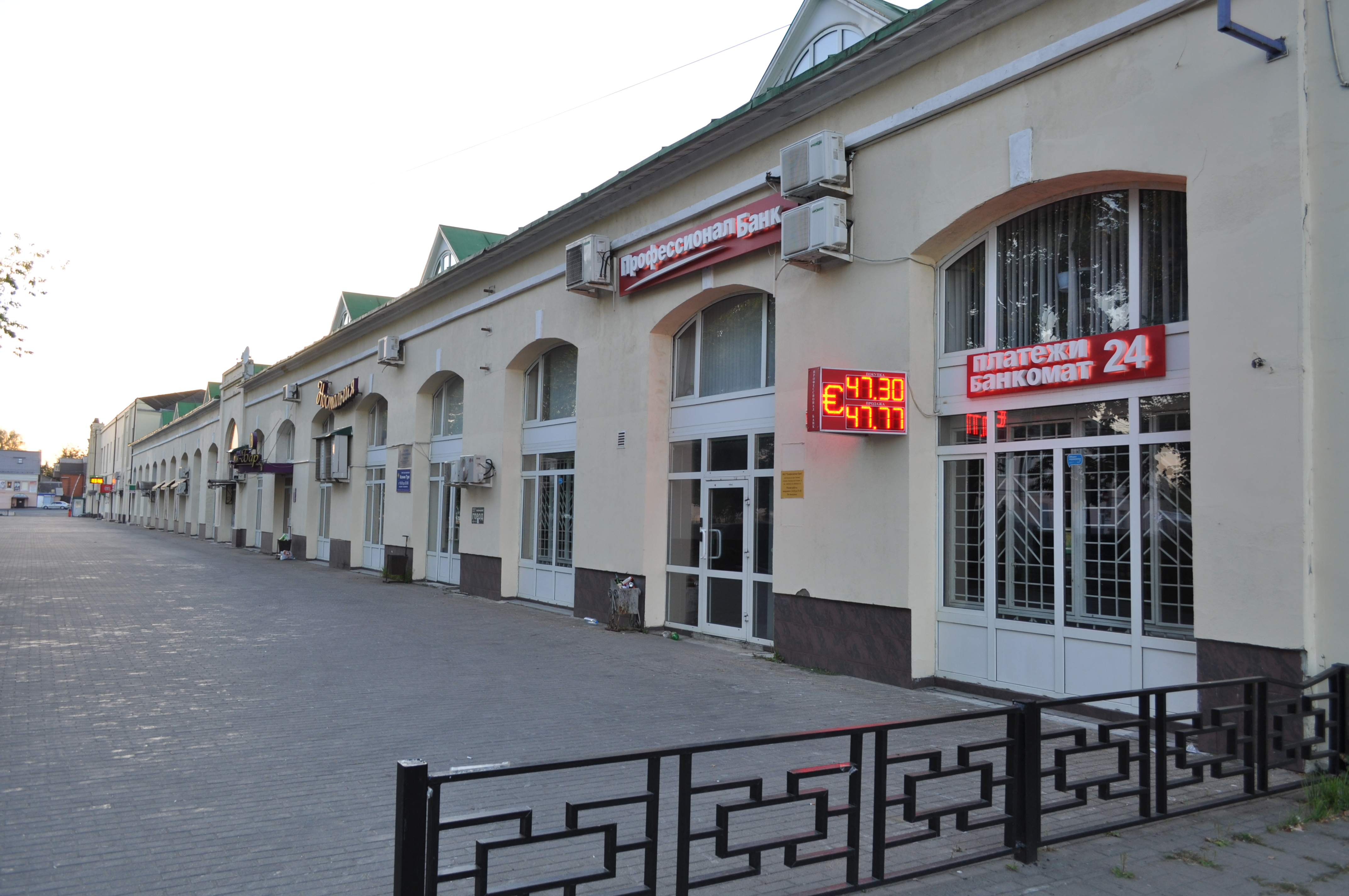
Торговые ряды

### Бородинская битва и Арьергардный бой у Можайска
В начале XIX века город вновь становится центром боевых действий, на этот раз противостоять приходится Великой армии Наполеона.
Но как оборонительный рубеж город перестал существовать — от кремля остались руины, а осады перестали быть главенствующим видом ведения боевых действий. Главное сражение Отечественной войны 1812 произошло на поле около села Бородино.
За несколько недель до сражения через Можайск тянулись колонны беженцев, обозов с ранеными. В городе создавались госпитали, провиантские военные магазины, склады, оружейные. Горожане покидали свои дома и уходили на север, в Волоколамский уезд. В городе накапливались силы русской армии перед Бородинской битвой, а после сражения — размещались раненые.

20 августа городскими силами были собраны к сражению 1927 воинов, 5 егерских ружей, 1 штуцер, 4 пистолета, 3 сабли, 101 единица турецких кинжалов и пик с древками.
В полдень 27 августа на Бородинском поле маршал Бертье приказал авангарду Мюрата с резервным кавалерийским корпусом и дивизией Дюфура преследовать русских и остановиться за Можайском в семи-восьми верстах. Арьергард Платова занял позицию перед городом. Уже в три часа завязался бой. Он продолжался почти пять часов. Атаки корпусов Мюрата мужественно отбивались арьергардом Платова. Неаполитанский король торопил ввести в дело все полки своего авангарда, сердился, когда ему объясняли, что на пути непроходимый для конницы овраг реки Можайки. Бой у Можайска, по воспоминаниям французов, был «кровопролитным, жарким, очень жарким, упорным…». Французы несли потери. В этом бою был ранен генерал О. Д. Бельяр. К 27 августа солдаты Наполеона вошли в Лужецкий монастырь. В полуверсте от него находились склады с провиантом (нынешняя улица Провиантская). Ввиду угрозы неприятеля склады были подожжены, чтобы не достались противнику. Сгорел суточный запас для 40-тысячной армии.
С наступлением темноты Наполеон приехал на место боя и медленным шагом направился к Можайску. Кто-то остановил императора, напомнив, что между ним и Можайском — русский арьергард, впереди которого огни 50-тысячной армии. Наполеон повернул назад.
28 августа с шестого часа утра арьергард Платова продолжал удерживать город шестью батальонами егерей, регулярной и иррегулярной кавалерией. Главные силы Кутузова отошли от деревни Жуково (Кожухово), где находилась в эти дни его ставка. Французы выдвинули батареи, под прикрытием которых неприятель пошёл в атаку. Огонь орудий Донской конной артиллерии, расположенной на возвышенностях Можайска и Чертановских высотах не мог сдержать наступление неприятеля. Арьергард Платова отступил к деревне Моденово, в трёх километрах от главных сил Кутузова. Генерал М. С. Воронцов отмечал далёкие последствия этой ретирады: «Скорое отступление Платова на Можайск… решило отступление от Можайска всей армии, которая уже больше не находила выгодного места, и было, может быть, причиною потери Москвы». Недовольный действиями Платова, Кутузов вечером 28-го назначил начальником арьергарда генерала М. А. Милорадовича.
Из-за скорого отступления эвакуировать раненых после Бородинского сражения оказалось весьма затруднительно. По сведениям французских мемуаристов, раненых, подобранных на поле битвы и оставленных в Можайске, насчитывалось около семи тысяч. Называются так же цифры в 10 тысяч человек. «Они почти все погибли, не только от неимения помощи, но и с голоду, которому подвергались и французы. Французы обходились с нашими ранеными самым бесчеловечным образом».
28 августа французские войска вступили в Можайск. В Можайске, «на спуске с огромной крутой и кривой горы…», в ста двадцати метрах от Никольского собора, на три дня обосновалась штаб-квартира Наполеона. Эта достопримечательность была отмечена в 1880-е годы табличкой на Бородинской улице. В том доме император набросал предписание начальнику штаба маршалу Бертье. Трёхдневную остановку штаб-квартиры Наполеона в Можайске (28—30 августа) военный историк Михайловский-Данилевский объясняет четырьмя причинами: болезнью императора (простуда); отдыхом армии; подготовкой к новому сражению; подвозом артиллерийских снарядов.
Заботясь об охране коммуникаций, Наполеон оставил в Можайске вестфальский корпус генерала Жюно (герцога д’Абрантеса), штаб которого располагался в Лужецком монастыре. Императора озаботили неудовлетворительные дела в России, несмотря на выигранное, как он считал, сражение на Бородинском поле. Его беспокоило сильное сокращение численности корпусов. Наполеон надеялся на предложения мира от Кутузова, готов был вступить в переговоры, в отдельные моменты не хотел идти дальше Можайска. Оккупанты генерала Жюно в ограде Лужецкого монастыря сделали пробоины и поставили до 200 пушек. При отступлении из города 10 октября они подожгли Рождественский собор, его интерьер весь выгорел.
Во время отступления из Москвы Наполеон не въезжал в Можайск. 16 октября он остановился у города, чтобы выяснить, как идёт эвакуация раненых и выдача им пайков. Император приказал рассадить оставшихся в Можайске раненых не только в лёгкие повозки и экипажи, но и на крыши фургонов, на повозки для фуража, на задки телег и на передки, на ящики и козлы. Города почти не существовало. Капитан из штаба итальянской гвардии Е. Лабом увидел разрушенный Можайск, поразивший его контрастом чёрных дымящихся развалин и белизной недавно построенной и чудом сохранившейся колокольни, на которой продолжали бить часы.
Жуткая картина предстала в середине октября перед врачом Де-ла-Флизом в Можайске: в поле, примыкавшем к городским садам, возвышалась пирамида обнажённых трупов (до 800 тел) собранных по распоряжению коменданта города для сожжения «Тут были русские и французы». Воспоминания оставшихся в живых солдат Великой армии создают трагический образ разрушенного, сожжённого Можайска, ставшего гибельным городом для отступающих войск Наполеона.
Враг был изгнан. Чтобы предотвратить эпидемии, можайский предводитель мобилизовал население на уборку трупов. В начале января 1813 года он докладывал: «…Зарыто и сожжено трупов семнадцать тысяч девятьсот шестнадцать, падали — восемь тысяч двести тридцать три…».

### Дореволюционный период
В 1812 году польский композитор Курпиньский К. К. написал сочинение для оркестра под названием «Битва под Можайском».
Война 1812 года нанесла большой ущерб недостроенному собору. Французы сожгли иконостасы, от пожара упали и повредились колокола. Однако икона Николы Можайского и богатая утварь, спрятанная в подвалах, уцелела. К 1814 году была достроена колокольня, наверху были устроены часы с боем. В 1829 году в ротонде была устроена церковь Спаса Нерукотворного.
21 февраля 1818 года город посещает Александр I. Последний раз Можайск посещал российский правитель только 150 лет назад, это был Алексей Михайлович в 1654 году. Как пишет можайский протоирей Георгий, «…город здешний ощастливлен был прибытием Его Императорским Величеством Всеавгустейшим Государем пополудни в 1-м часу…». После обеденного стола император посетил Троицкую церковь, а затем пешком «изволил шествовать» из своей квартиры до часовни возле недавно достроенного Никольского собора.
В 1830-е годы возле Троицкого собора выстраивается часовня в память об убиенных воинах Бородино (в 1910-х годах будет снесена, а на её месте в 1912 году появится новая, которая простоит до 1960-х годов).
В 1830 году Старо-Никольский храм пришёл в аварийное состояние и требовал капитального ремонта. Церковь настолько обветшала, что с 27 августа богослужения прекратились. Согласования на его ремонт длились в общей сложности 14 лет. Пока продолжалась эта административная волокита, храм разрушался,
В 1844 году храм XIV века настолько обветшал, что когда приступили к исполнению работ, 3 июня в полночь собор обвалился — одно из самых древних каменных строений Можайска было утрачено. В 1846—1852 годах на его месте был отстроен новый собор в честь Петра и Павла, повторявший черты старого и включивший в себя часть фундамента. Примерно в это время появляется здание церковно-приходской школы, которое находилось справа от собора, между Петропавловским храмом и мостом (уничтожено в 1942 году).
В 1848 году в центре города построена тюрьма, в здании которой в разное время размещались присутственные места, полицейское управление с тюрьмой и земская управа.
В 1849 году перестраивается трапезная Троицкого собора.
В 1820-х годах в сельце Марфин-Брод князем Гагариным была построена ткацко-прядильная фабрика, которая работала на местном сырьё, используя труд крепостных крестьян. С 1850 года по 1898 годы фабрика принадлежала не только различным хозяевам, но и меняла профиль выпускаемой продукции. В 1918 году фабрика была национализирована, оборудование демонтировано. Основой завода явились частные кустарные мастерские по изготовлению ветеринарных инструментов. В 1928 году частные мастерские были объединены в артель. В 1931 году артель перебазировалась в пустующие помещения бывшей фабрики села Марфин-Брод и получила название «Завод имени 14-й годовщины Октября». Выпускалось около 30 наименований инструментов. В предвоенном 1940 году завод выпускал продукцию около 100 наименований. Наряду с выпуском ветеринарных инструментов завод начал осваивать простейшие по конструкции медицинские инструменты для хирургии, гинекологии, стоматологии. В феврале 1941 года для восстановления завода в Можайск был направлен Гавриил Андреевич Андреев. Работа завода во время Великой Отечественной войны подчинялась нуждам фронта, наряду с производством мединструментов был организован выпуск боеприпасов. Число рабочих в 1850-х годах возросло до 900 человек. В 1947 году завод переименован в Можайский медико-инструментальный завод. Можайский МИЗ представляет до 500 наименований медицинских инструментов.
В 1850-х годах можайским уездным предводителем дворянства был Шипов Николай Павлович, а в конце второй половины XIX века эту должность занимал Владимир Карлович Фон Мекк.
На карте Шуберта 1860 года можно разглядеть структуру города.
В 1862—1873 годах перестраивается пятиглавый храм Троицкого собора (он становится шире прежнего).
В 1870 году через город проходит Александровская железная дорога, подорвавшая былое значение старого Смоленского тракта. Для обеспечения железной дороги строится грандиозная система подачи воды от Москвы-реки на станцию через «Трубочку» протяжённостью 3—4 км. В Можайске сразу сокращается количество промыслов и производств. Продолжается обмеление реки Можайки, так как само русло реки отсекается от обширных болот к югу от города.
Во время русско-турецкой войны 1877—1878 годов побережье Чёрного моря охранял Можайский 141-й пехотный полк.
В 1885 году перестраивается колокольня Троицкого собора.
Согласно сведениям Н. И. Власьева, в 1893 году по реке Можайке перестали ходить «плоты» даже в половодье.
В 1897 году Можайским городским старостой избран Александр Александрович Петров.
В 1898 году на базе частной французской аграрной бойни основан Можайский мясокомбинат (закрыт в 2013 году).
В 1905—1907 годах происходит ряд крестьянских волнений.
В 1908 году в газете «Русское слово» была опубликована статья о Лужецком монастыре — «Сегодня торжественно праздновалось 500-летие существования Лужецкого монастыря, расположенного в двух верстах от города. К 9-ти часам утра из Можайска прибыл крестный ход с многотысячной толпой молящихся. У храма монастыря крестный ход встречали митрополит Владимир, епископ Можайский — Василий и дмитровский — Трифон. Во время торжественной литургии в храме присутствовал московский губернатор В. Ф. Джунковский, Можайский предводитель дворянства Варженевский и много москвичей. По окончании литургии состоялся крестный ход вокруг храма. Народу раздавались хлеб и листки с историческим описанием св. обители».
В 1911 году город и окрестности посетил Сергей Михайлович Прокудин-Горский, сделав фотографии Ново-Никольского собора, Лужецкого монастыря и Бородино. Цветные фотографии Сергея Михайловича входят в коллекцию достопримечательностей Российской империи.
В 1912 году, в честь столетия Бородинской битвы, у основания кремлёвского холма, была поставлена часовня (достроена к 1913 году). Также город получил дополнительные средства, на которые были построены телефонная станция, водопровод и электростанция.
В начале XX века председателем Можайской уездной земской управы, предводителем можайского уездного дворянства был Варженевский, Алексей Константинович.
Между двумя революциями 1905—1907 и 1917 годов резких перемен в экономической жизни города не наступило. Близ города действовали лишь два крупных промышленных предприятия — шелкокрутильная фабрика Бювье и Гюстеля (ныне старая часть завода МИЗ) в селе Марфин Брод и кирпичный завод Таланкина при станции Можайск (позднее кирпичный завод имени Петра Войкова). В предвоенные и военные годы Первой мировой войны в городе появляются первые организации буржуазных и мелкобуржуазных партий — кадетов и эсеров.

### Советский период

#### Революционные годы
После победы Февральской революции в стране установилось двоевластие. Власть временного правительства осуществлял Комиссар общественной безопасности, член партии кадетов И. Павлов. Власть трудящихся представлял Совет рабочих и солдатских депутатов, в котором преобладало большевистское влияние.
После получения в Можайске первых известий о свержении в Петрограде временного правительства и переходе власти в руки большевиков, экстренное заседание фракции большевиков совета рабочих и солдатских депутатов избрало орган революционной власти — ревком из пяти человек.
21 января 1918 года в Можайске был создан уездный съезд рабочих, солдатских и крестьянских депутатов. На съезде была принята резолюция о роспуске земства и сосредоточения все полноты власти в руках совета. На съезде был избран исполнительный комитет из 15 человек. Представителем исполнительного комитета стал Р. С. Царский, секретарём А. А. Караваев. С этого времени в городе и уезде установилась полная и безраздельная советская власть. Это трёхэтажное каменное здание, в котором в 1918 году размещался совет рабочих, солдатских и крестьянских депутатов, было построено в центре города в 1834 году, сохранилось и сейчас.
В 1919 году после объединения кустарей-одиночек деревни Колычево была образована промышленная артель имени 1 Мая, насчитывающая 382 человека. В начале 1930-х годов фабрика освоила выпуск сложного для пошива ассортимента — мужского костюма, который и в настоящее время является основным продуктом, производимом на ЗАО «Франт» (находится в 3 км от города, в посёлке Колычёво). В 1939 году артель преобразована в государственное предприятие — фабрику имени 1 Мая. В 1965 году фабрика имени 1 Мая выступила инициатором объединения нескольких мелких фабрик в Можайске, Рузе, Юдино, в результате чего возникло Можайское производственное швейное объединение. В 1990 году предприятие разработало и зарегистрировало новый товарный знак и утвердило новое название «Франт».
15 декабря 1920 года В. И. Ленин посетил можайскую деревню Моденово (в то время относилась к Богородской волости ныне упразднённого Верейского уезда).
В 1922 году Лужецкий монастырь был закрыт, главный собор продолжил работу как приходской. На территории монастыря организована фурнитурная фабрика, цех завода медицинского оборудования, а в келейном корпусе с 1918 года располагались солдаты караульной роты. В этом же году из Никольского собора были изъяты драгоценности, включая ризу и митру с иконы Николы Можайского.
6 декабря 1924 года Управлением Московской железной дороги была организована городская метеорологическая станция.
В 1926 году открывается Можайский музей местного края. В этом же году библиотека, архив и ризница Лужецкого монастыря были переданы в новый музей.
В 1928 году Троицкий храм закрывается, Московский Губисполком передал помещения под кинотеатр «Октябрь». На верхнем ярусе колокольни был разобран шатёр и поставлен бак с водой. В часовне рядом был устроен продуктовый ларек. В этом же году была разобрана церковь пр. Ферапонта в Лужецком монастыре.
В 1929 году был упразднён Можайский уезд, а на его территории был образован Можайский и другие районы.
11 ноября 1929 года храм в бывшем Лужецком монастыре закрыт.
В 1930 начинает свою историю артель имени Молотова, позже переименованная в ЗАО «Можайский арматурный завод». В 1931 году открывается областной сельхозтехникум, туберкулёзный диспансер, районная радиостанция, смонтирована телефонная сеть.
В 1933 году город утратил свою главную святыню. Образ святителя Николая Можайского был вывезен Н. Н. Померанцевым в ЦГРМ — реставрационную мастерскую Игоря Грабаря, откуда в 1934 году скульптура поступила в собрание Третьяковской галереи. В том же году закрыт Ново-Никольский собор. В эти же года был закрыт и Петропавловский собор в Кремле. Чуть раньше был закрыт и Вознесенский храм. Таким образом действующими церквями в городе остались только Ильинский храм и храм Иоакима и Анны (ни разу не закрывались).

#### Годы Великой Отечественной войны

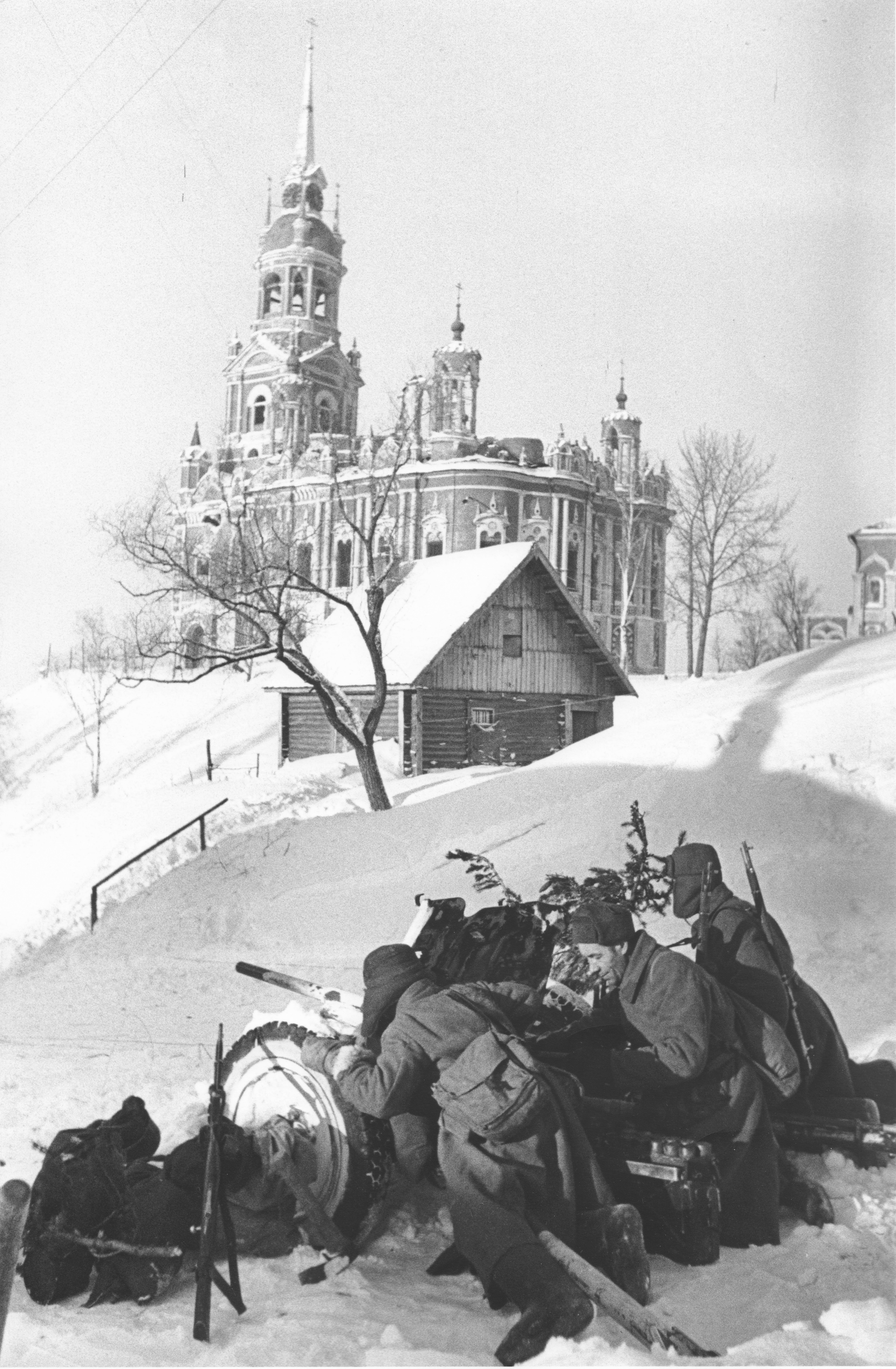
Советский расчёт трофейной 37-мм пушки PaK 35/36 на позиции в Можайске, январь 1942 года

Летом 1941 года по решению Государственного Комитета Обороны началось строительство Можайской линии обороны. В октябре 1941 соединения группы «Центр». направили основные усилия на вывод своих войск к Минскому шоссе, по которому планировалось прорваться к Москве. Особенно тяжёлые бои имели место в районе Ельни, деревни Артёмки. C 13 по 18 октября немецкие войска непрерывно предпринимали безуспешные штурмы позиций Можайской линии обороны. Советские части задержали на пять дней продвижение немецких войск на Можайском направлении, благодаря оборонительной операции Западного фронта.
Но 18 октября, прорвав советскую оборону, на улицы Можайска ворвались немецкие войска. Во время немецкой оккупации в 1941 году на территории кремля, торговых рядов и овощехранилища при станции был организован лагерь для военнопленных. В то же время в ходе боевых действий осени 1941 года авиабомбой была разрушена ротонда Никольского собора над центральной частью.
В 1941, в годовщину Октябрьской революции, Московский цирк направил большую группу артистов на фронт в районы Можайска и Волоколамска.
Во время оккупации на территории Можайского района действовали четыре партизанских отряда. В Можайске есть улица, названная в их честь, — улица Красных Партизан. 30 ноября в Осташёве был схвачен гитлеровцами партизан Толя Шумов. После допроса, сопровождавшегося пытками и длившегося несколько часов, Анатолия Шумова привязали к саням и под охраной шести автоматчиков направили в Можайск. В лесу под Можайском Толя был расстрелян. Точное место его смерти не известно.
17 января 1942 года к Можайску подступили войска 5-й армии генерала Л. А. Говорова, который принимает командование после ранения Д. Д. Лелюшенко. Основные бои велись в районе Ильинского моста (север), Чертаново и железнодорожной станции (юг). Утром 20 января город был окончательно взят штурмом с трёх сторон. В 8 часов 30 минут на здании городского совета подняли красный флаг. В честь освобождения города от оккупантов получила своё название улица 20 Января. При отступлении, немцы взорвали Троицкий собор, Вознесенскую церковь, ряд других зданий. Многие каменные здания в центре города выгорели до крыши.
18 февраля 1942 года, недалеко от села Семёновское, в местности, которая именуется сейчас Долиной Славы, погиб полковник Виктор Иванович Полосухин. Решением 8-й сессии городского Совета народных депутатов города Можайска 17 созыва 20 октября 1981 года товарищу Полосухину Виктору Ивановичу (посмертно) присвоено звание почётного гражданина города Можайска. В честь него названа одна из городских улиц.

#### Послевоенные годы

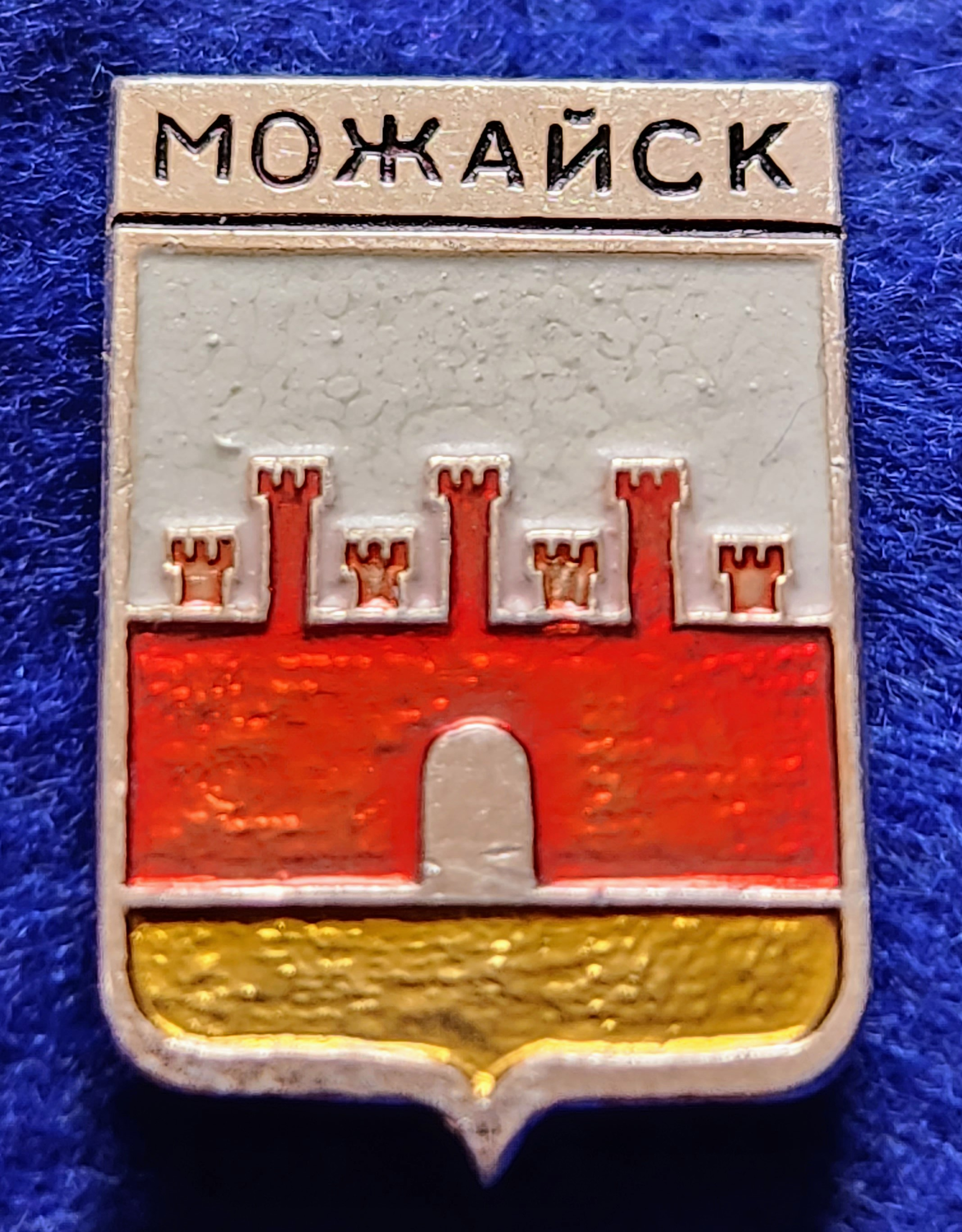
Можайск значок герб

В послевоенные годы в городе начали восстанавливать промышленность.
История предприятия «КЖИ 198» начинается с 1949 года, когда на станции Можайск был создан строительный участок Московского Военного округа по переработке отходов шлаков в блоки. А на его базе уже в 1952 году Директивой Генерального штаба был сформирован завод ЖБИ. В 1955 году берёт своё начало Можайское ПАТП.
В 1961 году начинается производство на Можайском хлебокомбинате.
В 1960-х годах была проведена реставрация Никольского собора. Ротонда восстановлена не была, так же не были восстановлены повреждённые часы — их механизм хранится в запасниках Бородинского музея. После реставрации внутри собора была открыта трикотажная фабрика. На территории кремля был открыт Парк Культуры и Отдыха. В это же время при выравнивании Московской улицы было утрачено старейшее каменное гражданское здание — Соляной амбар. Помимо него, была снесена часовня 1912 года.
В 1963 году открывается Можайский молочный завод, выпускающий марку «Можайское молоко», впоследствии переименованный в ЗАО «Завод стерилизованного молока „Можайский“».
В этом же году образовано ЗАО «МЭМП» (Можайское экспериментально-механическое предприятие), как экспериментальная база треста «Гидроспецстрой» Минэнерго СССР для обеспечения энергетических строек страны специальным строительным оборудованием, оснасткой и инструментом. В 1965 году, 1 октября, была открыта школа № 2.

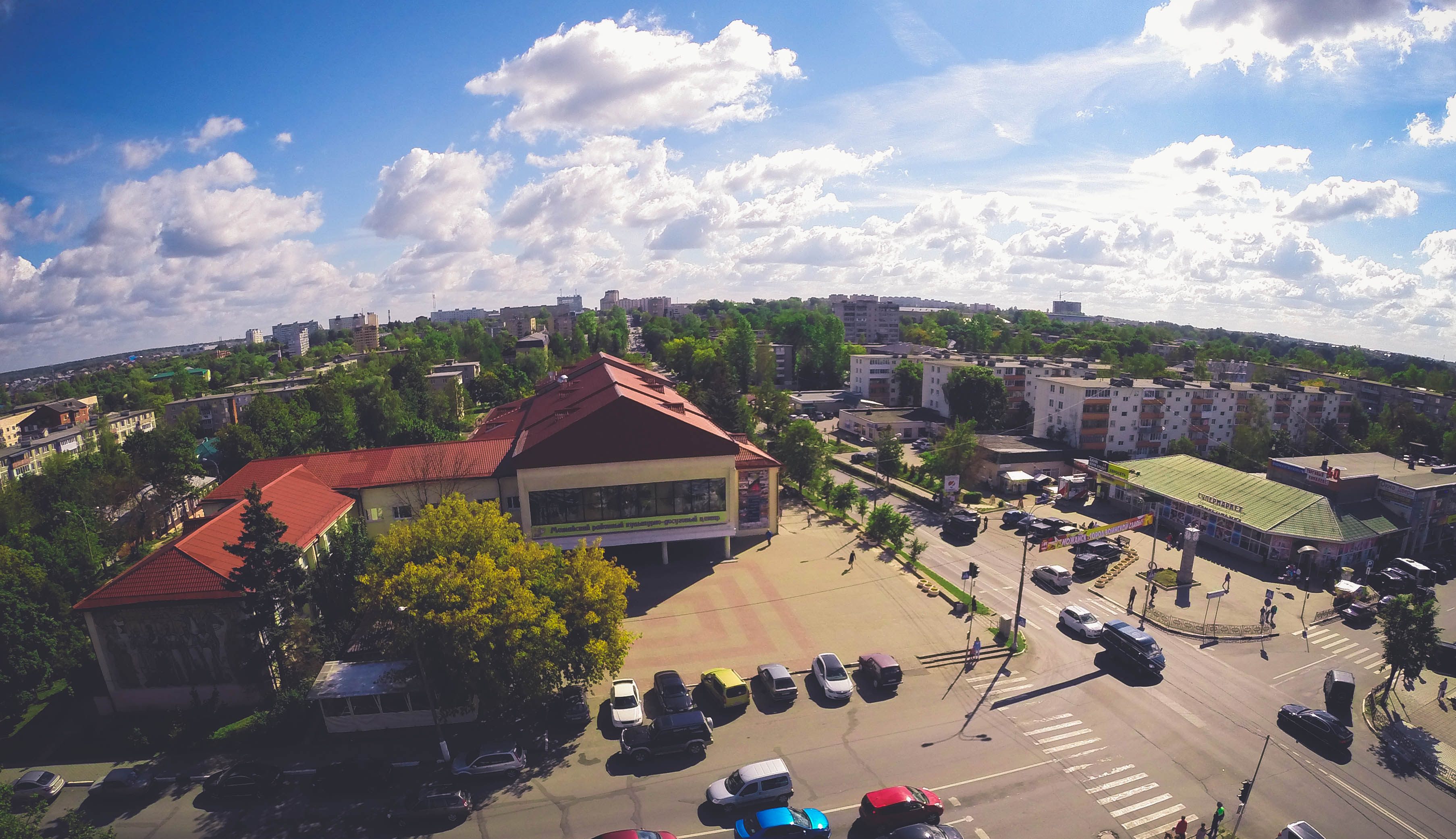
Дом культуры

В 1972 году был открыт городской Дом культуры «Юбилейный», после переименованный в «Можайский РКДЦ».
В 1970-х годах на Лейпцигской ярмарке была присуждена Большая золотая медаль набору из 24 инструментов для глазной микрохирургии, изготовленному на медико-инструментальном заводе (МИЗ).
В 1974 году, 30 сентября, был открыт Можайский полиграфический комбинат, который первое время специализировался на печати литературы, в первую очередь политической, а также на иностранных языках. В 1997—1998 годах на базе производственных объектов государственного предприятия было образовано открытое акционерное общество ОАО «Можайский полиграфический комбинат», полностью сохранившее положительный опыт и славные традиции своего предшественника. Производственные мощности комбината позволяют изготавливать разнообразную печатную продукцию, среди которой: книги в переплётной крышке, книги в обложке, журналы, рекламная продукция.
В 1979 году принято решение о создании в центре Можайска мемориального комплекса в память павших героев Великой Отечественной войны.
В 1980—1990 годах в городе строится новый район «Черёмушки» с новой школой, пяти- и девятиэтажными домами, детскими садами и магазинами.
В январе 1987 года Председатель Совета Министров СССР Николай Рыжков подписал постановление о создании в Можайске книгохранилища Государственного архива печати СССР. Менее чем за два года были построены и сданы в эксплуатацию два книгохранилища. С 1989 по 1996 в книгохранилища перевозили архивы из Москвы. В рядом стоящем здании с 1990 года располагается Центральный государственный архив Московской области (ЦГАМО).

### Современный период
В центре города на Комсомольской площади в 1993 году был открыт Завод «Спасо-Бородинские Воды». Первое предприятие ГК «Бородино», основано на базе небольшого регионального предприятия по розливу напитков.
С 1993 года в Можайске проходят ежегодные «Макариевские чтения» — научно-исследовательские чтения памяти митрополита Московского и всея Руси Макария. Материалы чтений ежегодно публикуются в сборниках под названием «Макариевские чтения». Одним из инициаторов проведения Чтений был Геннадий Мокеев.

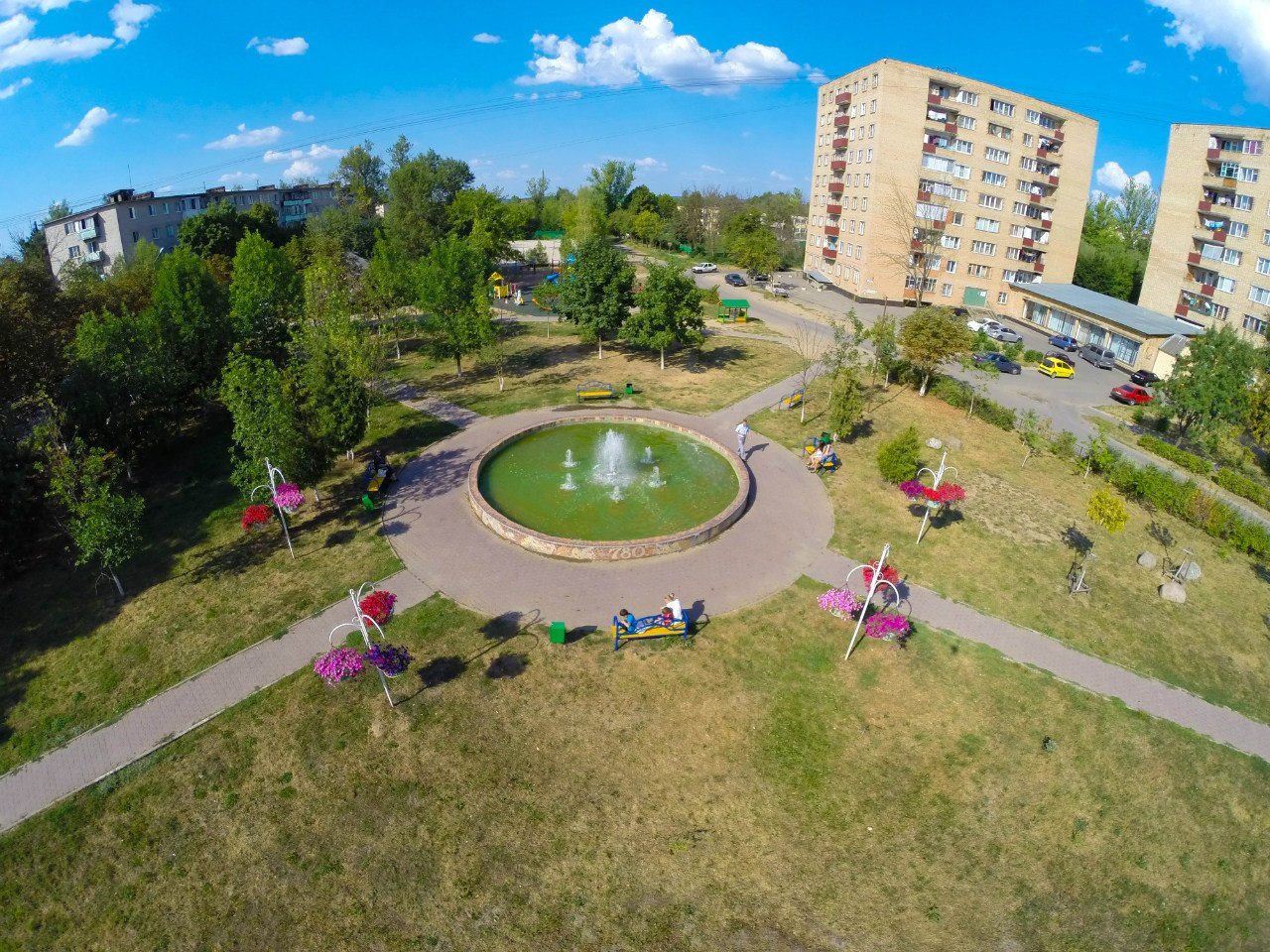
Городской фонтан Можайска в сквере около общежитий

В 1998 году на Комсомольской площади города была установлена часовня с двухметровой скульптурой Николая Чудотворца.
В 1999 году запущен ООО «Можайский ЛДК» — Лесопильный деревообрабатывающий комбинат.
12 сентября 2001 в городе Бари (Италия), на территории церкви Николая Чудотворца, первый камень которой был заложен 9 (22) мая 1913 года, торжественно открыт памятник Святителю Николаю. В основу памятника, автором которого является российский скульптор Вячеслав Клыков, положен образ св. Николая, известный по деревянной скульптуре XIV века (Никола Можайский), хранящейся в Государственной Третьяковской галерее в Москве. Памятник — дар городу Бари и его православной общине от Международного фонда славянской письменности и культуры.
11 декабря 2001 года началось строительство Дворца спорта «Багратион». Открывшись 23 июня 2004 года, Дворец стал центром спортивной и культурной жизни города.

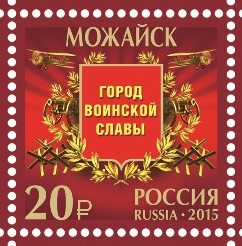
Почтовая марка. Можайск. Город воинской славы

В Можайске 11 мая 2005 года открыт первый в России памятник воинам-связистам.
Завод «Кселла-Аэроблок-Центр Можайск» был запущен в 2007 году. Он является дочерней компанией Xella Baustoffe GmbH.
В 2008 году город отметил своё 777-летие.
10 июля 2011 года, в сквере у общежития полиграфистов, был открыт городской фонтан.
20 января 2012 года в честь 70-летия освобождения Можайска от немецко-фашистских захватчиков был открыт памятник. В центре города установлен мемориальный комплекс, где горит вечный огонь.
7 мая 2012 года указом президента В. В. Путина городу Можайск было присвоено почётное звание «Город воинской славы».

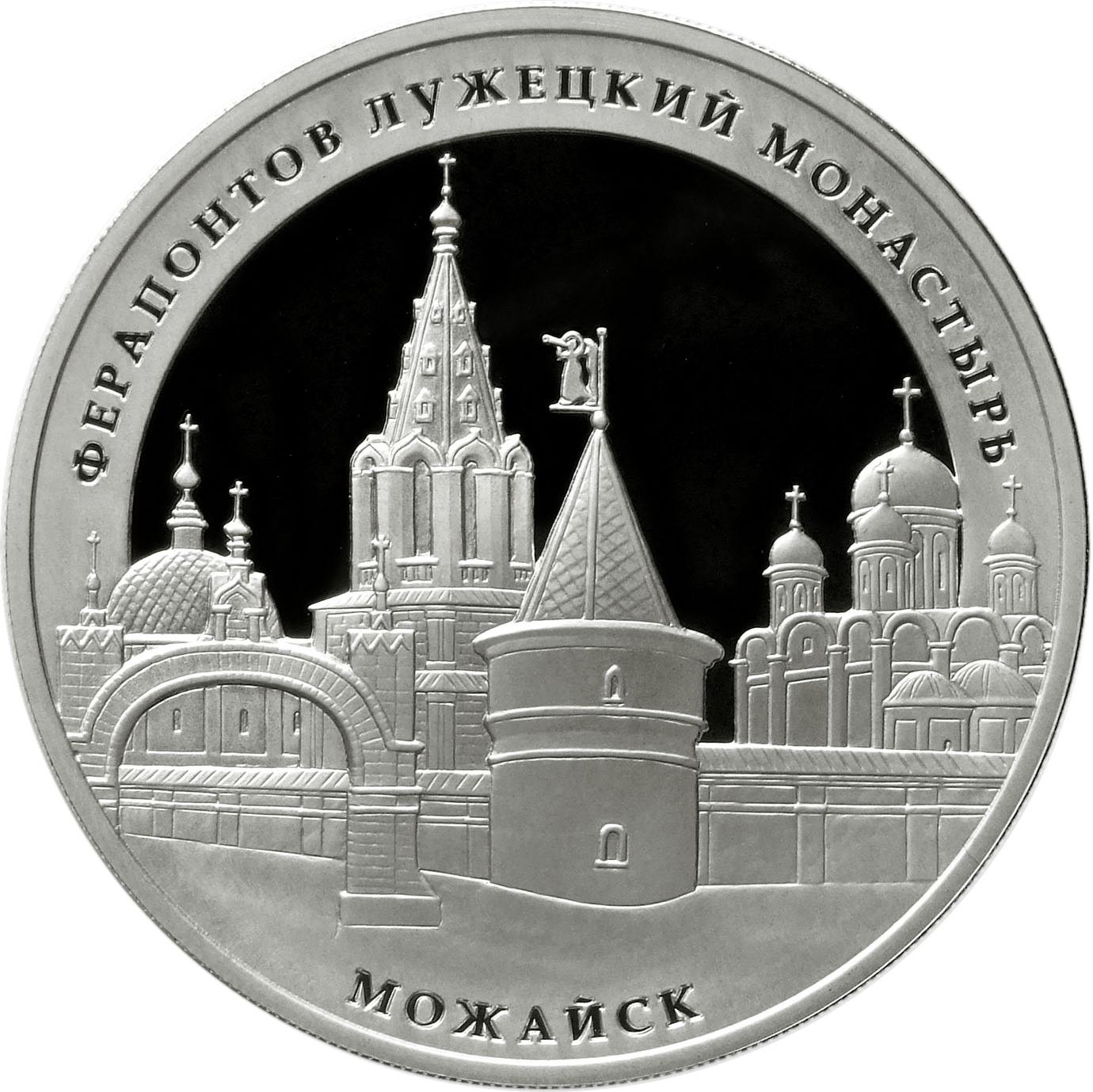
Ферапонтов Лужецкий монастырь. 3 рубля

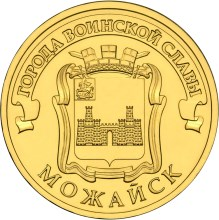
Памятная монета Банка России номиналом 10 рублей (2015) из серии «Города воинской славы»

2 июля 2012 года была выпущена памятная монета с изображением Лужецкого монастыря.
27 мая 2013 года признан несостоятельным (банкротом) ЗАО «Можайский мясокомбинат».
24 сентября 2013 года Можайск был внесён в список «Исторических поселений регионального значения Московской области». Новый перечень исторических поселений принят для сохранения достопримечательностей, созданных в прошлые века и представляющих собой археологическую, историческую, архитектурную, градостроительную, эстетическую, научную и социально-культурную ценность.
23 февраля 2014 года в городе открыт Можайский районный плавательный центр.
20 октября 2014 года возле ДС «Багратион» начали возводить стелу «Город воинской славы». Торжественное открытие прошло 20 января 2015 года в день 73-й годовщины освобождения Можайска от немецко-фашистских захватчиков.
24 февраля 2015 года была выпущена почтовая марка, из серии «Города воинской славы», посвящённая городу. На марке достоинством в 20 рублей изображены самолёт У-2ВС, 12-фунтовая пушка и противотанковые ежи.
16 марта 2018 года город районного подчинения преобразован в город областного подчинения, став вместе с административной территорией административно-территориальной единицей вместо упраздняемого в этот же день Можайского района.

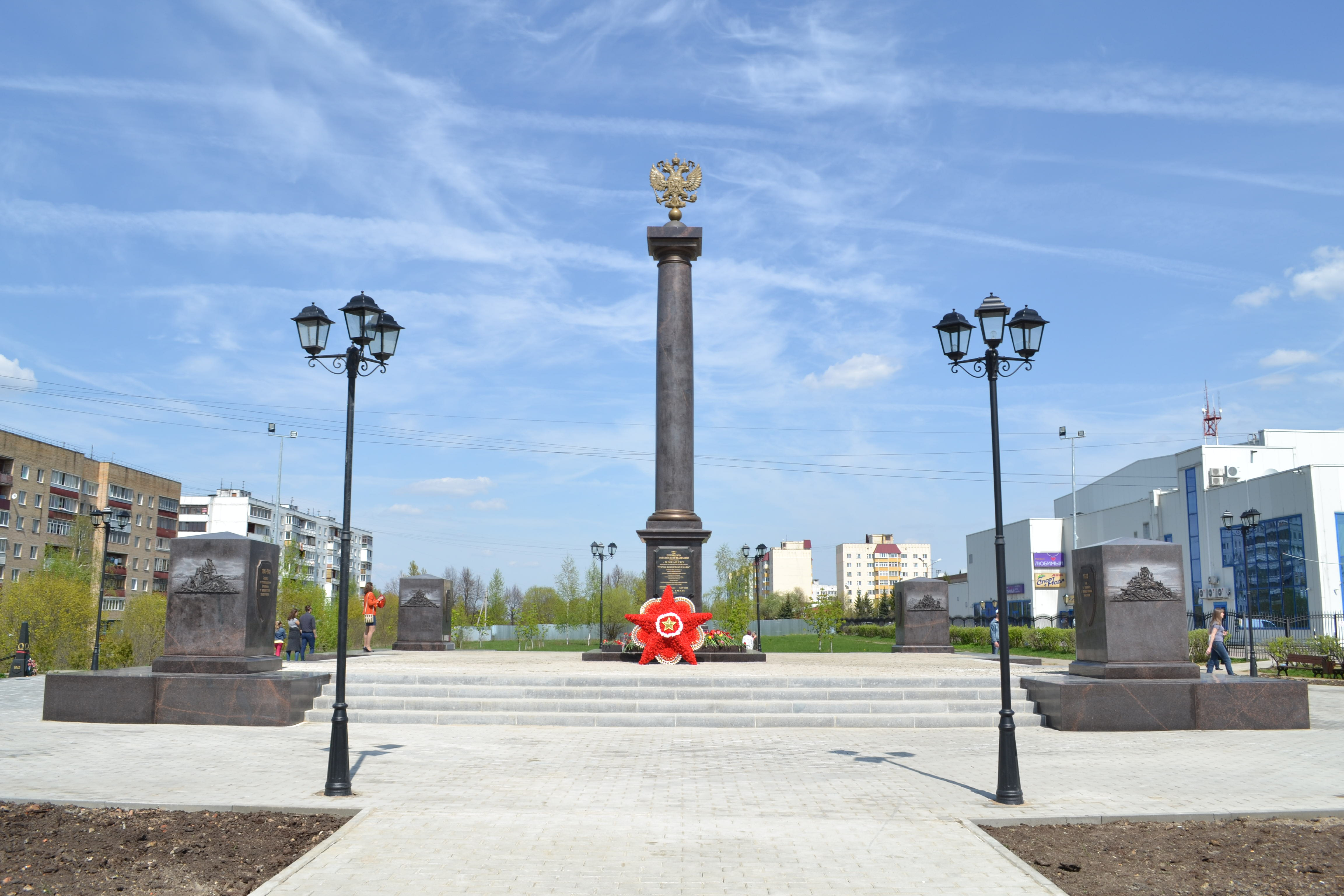
Стела «Город воинской славы»
Памятник солдату-освободителю на Комсомольской площади
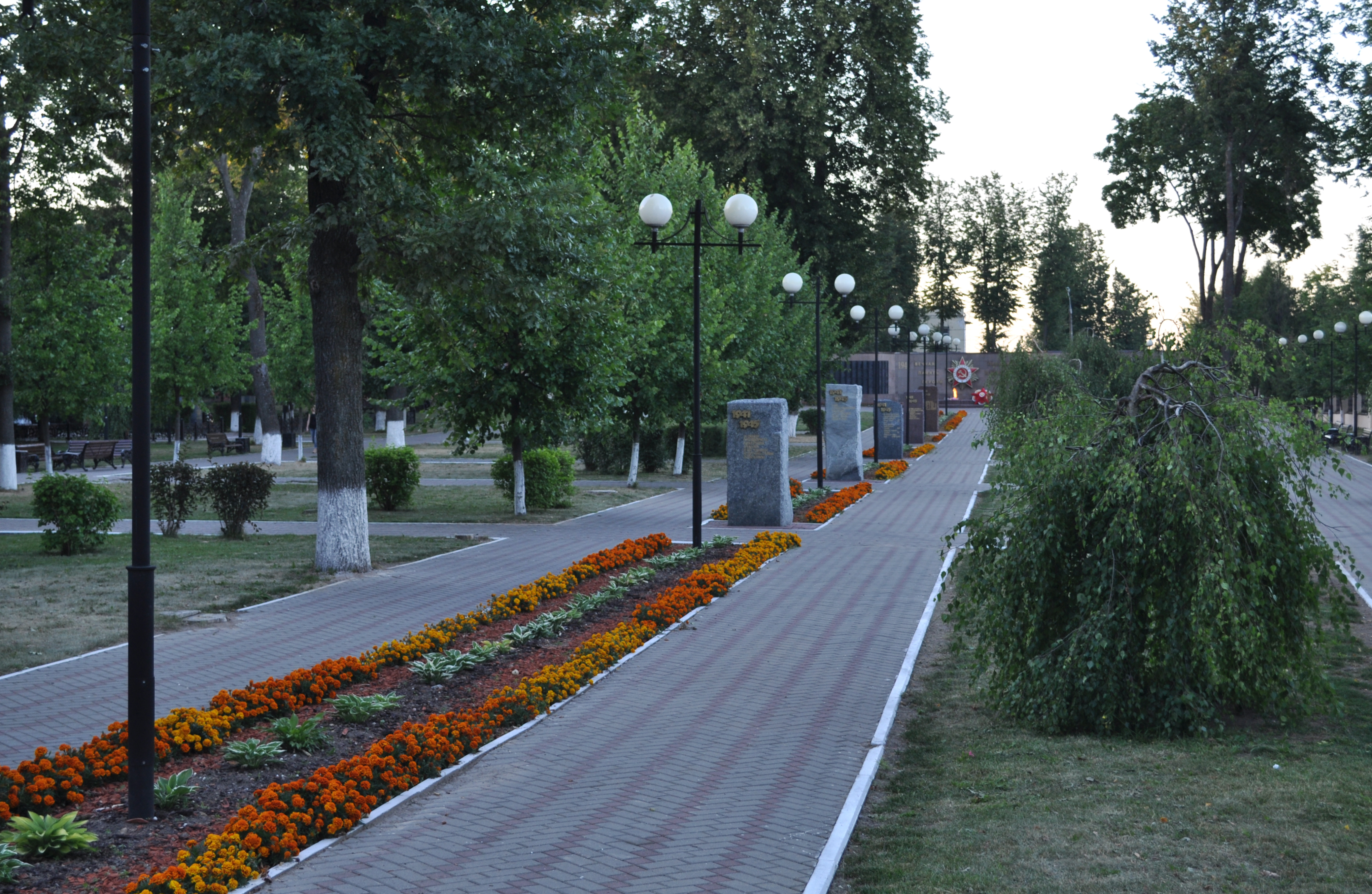
Аллея Победы в центре Можайска

## Физико-географическая характеристика

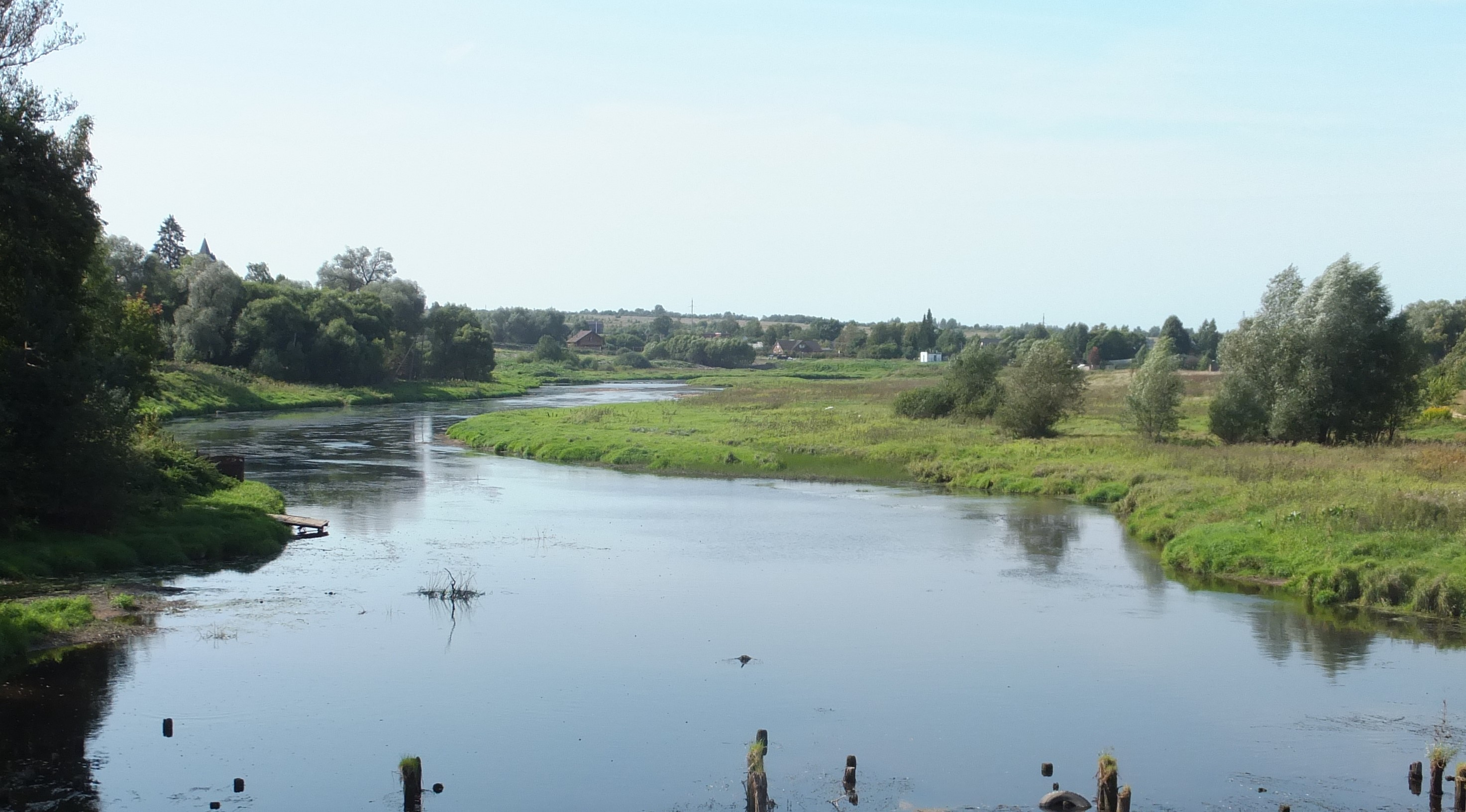
Москва-река, Можайск, вид с Ильинского моста

### Географическое положение
Можайск расположен на западе Московской области, на Гжатской впадине Московской возвышенности, в 4 км юго-восточнее Можайского водохранилища, в 110 км западнее Москвы. Занимает площадь 17,8 км². Координаты центра — 55°30′00″ с. ш. 36°02′00″ в. д. По северной границе города протекает Москва-река. Город протянулся с запада на восток на 6 км, а с севера на юг на 5 км. Высота над уровнем моря — 227 м. Является крупнейшим населённым пунктом, входящим в Городское поселение Можайск.
Граничит:
- на севере — с сельским поселением Клементьевское,
- на северо-западе — сельским поселением Горетовское,
- на востоке — с сельским поселением Спутник,
- на юге — с сельским поселением Борисовское,
- на западе — с сельским поселением Бородинское.

### Климат
Согласно климатическому районированию России, Можайск находится в атлантико-континентальной европейской (лесной) области умеренного климатического пояса. Зима умеренно-холодная, лето тёплое влажное. Самый холодный месяц года — январь (средняя температура −6,8 °C), самый тёплый — июль (18,7 °C). 23-24 июня 2021 года температура впервые в июне за базу измерений повышалась до +33.7°-+33.8° С.
Всемирная метеорологическая организация приняла решение о необходимости расчёта двух климатических норм: климатологической стандартной и опорной. Первая обновляется каждые десять лет, вторая охватывает период с 1961 г по 1990 г.
| Показатель                            | Янв. | Фев. | Март | Апр. | Май  | Июнь | Июль | Авг. | Сен. | Окт. | Нояб. | Дек. | Год |
| ------------------------------------- | ---- | ---- | ---- | ---- | ---- | ---- | ---- | ---- | ---- | ---- | ----- | ---- | --- |
| Средняя температура, °C               | −6,8 | −6,7 | −1,6 | 6,2  | 12,8 | 16,5 | 18,7 | 16,8 | 11,3 | 5,3  | −0,9  | −4,9 | 5,6 |
| Норма осадков, мм                     | 42   | 36   | 34   | 33   | 67   | 77   | 90   | 68   | 58   | 60   | 47    | 45   | 657 |
| Источник: ФГБУ «Гидрометцентр России» |      |      |      |      |      |      |      |      |      |      |       |      |     |

| Показатель                    | Янв.  | Фев.  | Март  | Апр. | Май  | Июнь | Июль | Авг. | Сен. | Окт.  | Нояб. | Дек.  | Год  |
| ----------------------------- | ----- | ----- | ----- | ---- | ---- | ---- | ---- | ---- | ---- | ----- | ----- | ----- | ---- |
| Абсолютный максимум, °C       | 8,2   | 9,4   | 17,4  | 28,4 | 32,0 | 33,8 | 37,0 | 37,7 | 31,5 | 24,4  | 14,5  | 9,6   | 37,7 |
| Средний суточный максимум, °C | −5,9  | −4,9  | 0,8   | 9,9  | 17,6 | 21,5 | 23,3 | 21,6 | 15,6 | 8,1   | 0,8   | −3,5  | 8,9  |
| Средняя температура, °C       | −9    | −8,7  | −3,4  | 5,0  | 12,0 | 16,0 | 17,9 | 16,1 | 10,6 | 4,6   | −1,6  | −6,1  | 4,6  |
| Средний суточный минимум, °C  | −12,4 | −12,6 | −7,4  | 0,5  | 6,3  | 10,4 | 12,6 | 11,1 | 6,4  | 1,5   | −4    | −8,9  | 0,4  |
| Абсолютный минимум, °C        | −44   | −38   | −32,5 | −22  | −6,1 | −1,2 | 2,7  | −0,5 | −7,5 | −19,4 | −27,8 | −41,7 | −44  |
| Норма осадков, мм             | 33    | 29    | 29    | 35   | 57   | 72   | 85   | 74   | 60   | 51    | 43    | 38    | 606  |
| Источник: climatebase.ru      |       |       |       |      |      |      |      |      |      |       |       |       |      |

### Экология

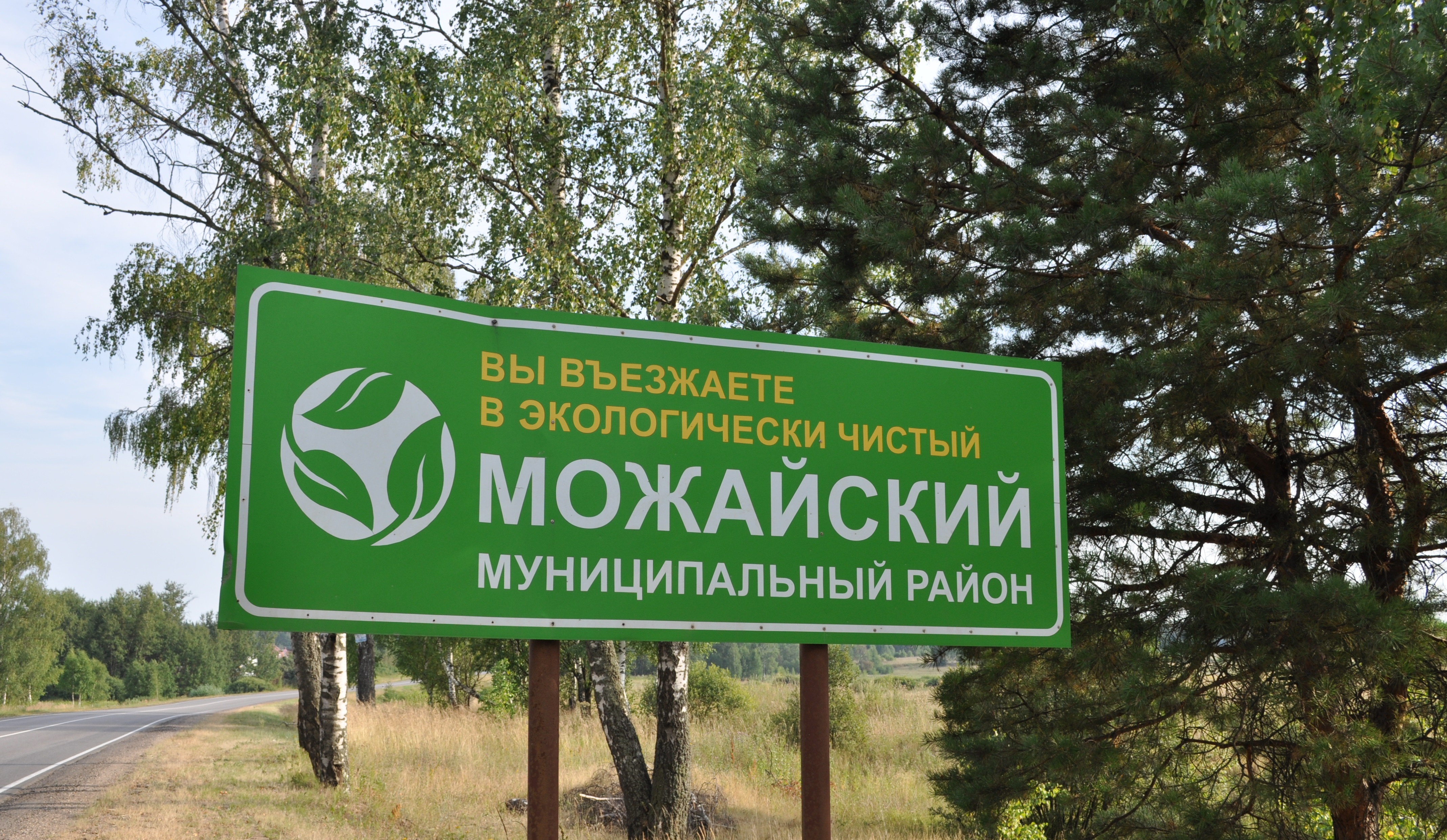
Знак на въезде в Можайский район с северо-востока

Благодаря тому, что в округе и на территории города большое количество деревьев, а также небольшое число действующих заводов, в городе наблюдается очень хорошая экологическая обстановка. Можайский район входит в число самых экологически чистых районов Подмосковья.

### Часовой пояс
Можайск находится в часовой зоне, обозначаемой по международному стандарту как Moscow Time Zone. Смещение относительно Всемирного координированного времени UTC составляет +3:00.

## Официальная символика

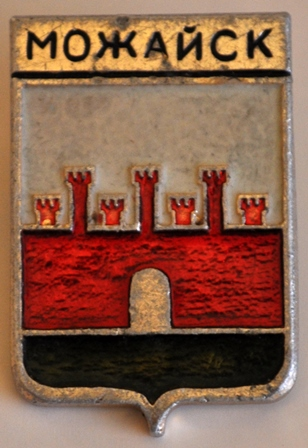
Герб Можайска на значке советского периода

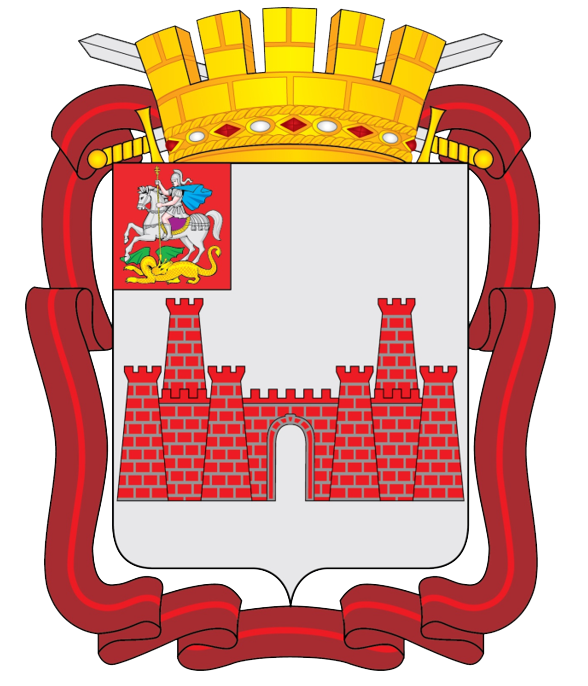
Герб Можайска с 2007 года

Герб Можайска был утверждён 20 декабря 1781 года вместе с другими гербами городов Московской губернии.
В 1859 году был разработан проект герба Можайска: в серебряном поле червлёная крепостная стена, над ней венок, внутри которого меч. В вольной части — герб Московской губернии. Проект не был официально утверждён.
Герб городского поселения Можайск разработан на основе исторического герба уездного города Можайска Московской губернии, Высочайше утверждённый 16 марта 1883 г. (по старому стилю), подлинное описание которого гласит: «Въ серебряномъ щите, червлёная зубчатая каменная ст‡на, съ шестью круглыми таковыми же башнями, съ серебряными швами и открытыми воротами. Въ вольной части — гербъ Московскій. Щитъ украшенъ серебряною башенною короною о трёхъ зубцахъ и окруженъ двумя золотыми колосьями соединёнными Александровскою лентою».
Существующее изображение герба принято 16 января 2007 года и в полной мере отражает славное прошлое Можайска. Статусная корона, украшенная поясом из каменьев, указывает на город как на бывшую столицу удельного княжества.
В честь 40-летия Великой Победы над фашизмом город Можайск в 1985 году награждён орденом Отечественной войны I степени, что показано орденской лентой. Красный цвет — символ мужества, силы, трудолюбия, а также красоты и праздника. Серебро — символ чистоты, искренности, совершенства, мира и взаимопонимания.
Неофициальным гимном Можайска является песня, написанная группой «Президент-концерт», на стихотворение Светланы Трушиной «Сын земли Можайской».

## Население
| \| 1550[74] \| 1614[74] \| 1678[75] \| 1720 \| 1800[76] \| 1825 \| 1853 \| 1856[77] \| 1859[77] \| 1864 \| 1896[78] \| 1897[79] \| 1911[79] \| \| -------- \| -------- \| -------- \| -------- \| -------- \| -------- \| -------- \| -------- \| -------- \| --------- \| -------- \| -------- \| -------- \| \| 10 000 \| ↘99 \| ↗144 \| ↗4000 \| ↘1736 \| ↘1645 \| ↗2747 \| ↗3200 \| ↗3500 \| ↗3900 \| ↗4721 \| ↘3195 \| ↗4342 \| \| 1913[77] \| 1920[79] \| 1923[79] \| 1925[79] \| 1926[80] \| 1931[77] \| 1939[81] \| 1959[82] \| 1967[77] \| 1970[83] \| 1979[84] \| 1989[85] \| 1992[77] \| \| ↗5500 \| ↘2975 \| ↗4114 \| ↗4503 \| ↗5486 \| ↗8500 \| ↗11 752 \| ↗15 697 \| ↗21 000 \| ↘20 321 \| ↗27 121 \| ↗30 735 \| ↗31 200 \| \| 1996[77] \| 2000[77] \| 2001[77] \| 2002[86] \| 2003[77] \| 2005[77] \| 2006[87] \| 2007[77] \| 2008[77] \| 2009[88] \| 2010[89] \| 2011[77] \| 2012[90] \| \| ↘30 700 \| ↘29 900 \| ↘29 400 \| ↗31 459 \| ↗31 500 \| →31 500 \| ↘31 460 \| ↘31 050 \| ↘30 900 \| ↘30 480 \| ↗31 363 \| ↗31 400 \| ↘31 104 \| \| 2013[91] \| 2014[92] \| 2015[93] \| 2016[94] \| 2017[95] \| 2018[96] \| 2019[97] \| 2020[98] \| 2021[99] \| 2023[100] \| 2024[1] \| \| \| \| ↘30 736 \| ↘30 595 \| ↘30 513 \| ↘30 413 \| ↗30 439 \| ↘30 190 \| ↘30 056 \| ↗30 066 \| ↗33 880 \| ↘33 365 \| ↘32 755 \| \| \| 10 000 20 000 30 000 40 000 1800 1864 1920 1939 1989 2002 2008 2013 2018 2024 |         |         |         |         |         |         |         |         |         |         |         |         |
| 1550 | 1614    | 1678    | 1720    | 1800    | 1825    | 1853    | 1856    | 1859    | 1864    | 1896    | 1897    | 1911    |
| 10 000 | ↘99     | ↗144    | ↗4000   | ↘1736   | ↘1645   | ↗2747   | ↗3200   | ↗3500   | ↗3900   | ↗4721   | ↘3195   | ↗4342   |
| 1913 | 1920    | 1923    | 1925    | 1926    | 1931    | 1939    | 1959    | 1967    | 1970    | 1979    | 1989    | 1992    |
| ↗5500 | ↘2975   | ↗4114   | ↗4503   | ↗5486   | ↗8500   | ↗11 752 | ↗15 697 | ↗21 000 | ↘20 321 | ↗27 121 | ↗30 735 | ↗31 200 |
| 1996 | 2000    | 2001    | 2002    | 2003    | 2005    | 2006    | 2007    | 2008    | 2009    | 2010    | 2011    | 2012    |
| ↘30 700 | ↘29 900 | ↘29 400 | ↗31 459 | ↗31 500 | →31 500 | ↘31 460 | ↘31 050 | ↘30 900 | ↘30 480 | ↗31 363 | ↗31 400 | ↘31 104 |
| 2013 | 2014    | 2015    | 2016    | 2017    | 2018    | 2019    | 2020    | 2021    | 2023    | 2024    |         |         |
| ↘30 736 | ↘30 595 | ↘30 513 | ↘30 413 | ↗30 439 | ↘30 190 | ↘30 056 | ↗30 066 | ↗33 880 | ↘33 365 | ↘32 755 |         |         |

На 1 января 2025 года по численности населения город находился на 466-м месте из 1124 городов Российской Федерации.

## Экономика

### Промышленность
В качестве первого и основного направления экономического роста городского поселения можно назвать развитие промышленности и транспортной инфраструктуры.
Городское поселение Можайск имеет многоотраслевую промышленность, выпускающую десятки наименований различной продукции. Промышленный комплекс городского поселения Можайск представлен 30 промышленными предприятиями, из которых 13 крупных и средних (с численностью работающих свыше 100 человек). Практически все крупные и средние предприятия Можайского муниципального района расположены на территории городского поселения Можайск.
По итогам 2011 года объём отгруженной продукции обрабатывающих производств составил 5053,8 млн.рублей, что в действующих ценах составляет 117,3 %, в сопоставимых ценах рост составил 106,1 % к уровню 2010 года. Средняя заработная плата в промышленной отрасли в отчётном году составила 24358 рублей, что на 16 % выше 2010 года.
Суммарный объём инвестиций в основной капитал (за счёт всех источников финансирования) в 2011 году по городскому поселению Можайск составил — 1167,9 млн.рублей, что почти в 2 раза превышает уровень 2010 года.
В городе развиты деревообработка, машиностроение, пищевая, химическая, полиграфическая, лёгкая, медицинская промышленность.
Крупнейшими предприятиями города являются:
- АО «Франт» — швейная фабрика;
- ЗАО «Завод стерилизованного молока „Можайский“» — производство молочной продукции;
- ОАО «Можайский полиграфический комбинат» — книги в переплётной крышке, книги в обложке, журналы, рекламная продукция;
- Завод «Спасо-Бородинские Воды» — безалкогольные и слабоалкогольные напитки;
- ЗАО «Кселла-Аэроблок-Центр Можайск» — производство бетона;
- ЗАО «МЭМП» (Можайское экспериментально-механическое предприятие) — специальное строительное оборудование, оснастка и инструмент[104];
- ООО «Премьер» — холодильное оборудование;
- ОАО «198 КЖИ» — производство железобетонных изделий ;
- АО «Можайский МИЗ» — производство медицинских инструментов[105];
- ГК «ДорХан» — Завод по производству воротных систем и складского оборудования;
- ООО «Уваровская ПМК-22» — земляные работы.

### Транспорт

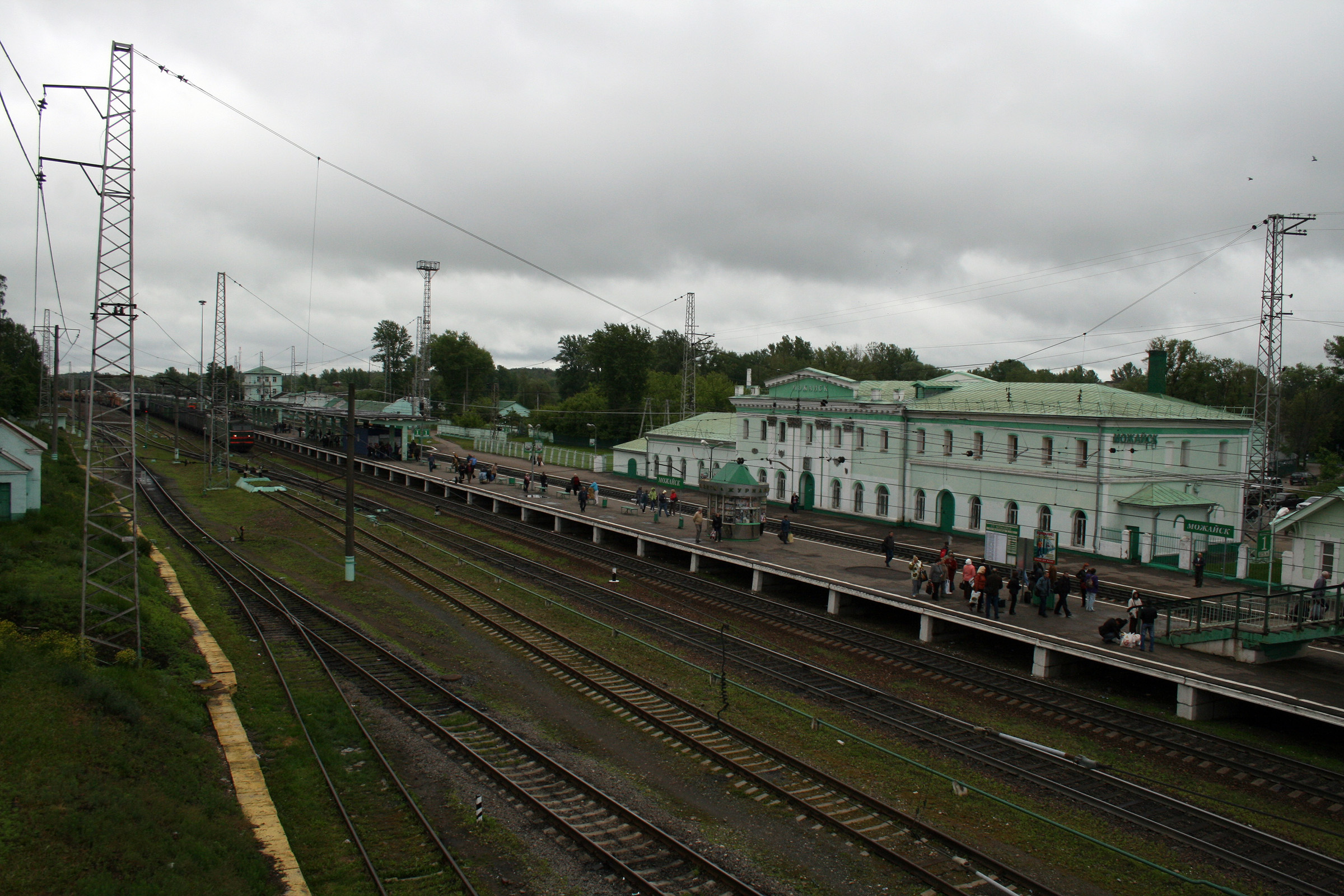
Можайская железнодорожная станция

Можайск расположен на ответвлении автомагистрали Москва — Минск М1 «Беларусь», которая является частью европейской дороги E 30. Через город проходит Можайское шоссе А100, которое изначально связывало Москву и Можайск.
Автобусное сообщение с населёнными пунктами района (всего 31 маршрут) выполняет «Можайское ПАТП» (филиал «Мострансавто»). Также выполняются регулярные рейсы с автовокзала до Москвы по маршруту 457 (Можайск — Москва (м. Парк Победы)). Окраины города соединяют городские автобусы и маршрутные такси.
Железнодорожный вокзал Можайска находится на Смоленском направлении и связывает город с Москвой, Гагарином, Вязьмой и Смоленском регулярными рейсами.

### Строительство
В 2011 году осуществлялось строительство многоэтажного 70-квартирного жилого дома по улице Дмитрия Пожарского. Сдан в эксплуатацию Дом Художника. В соответствии с ранее выданными разрешениями администрации городского поселения Можайск введено в эксплуатацию 63 индивидуальных жилых дома общей площадью 10,4 тыс.м², что составляет 111,3 % к уровню 2010 года. За счёт средств бюджетов Московской области и Можайского муниципального района в объёме 395,1 млн.рублей осуществлялось финансирование строительства объектов социальной сферы.
Из федерального бюджета в отчётном году проводились выплаты в объёме 54,2 млн.рублей на расширение и реконструкцию 1 очереди очистных сооружений в Можайске. Значительный объём средств — 42,7 млн.рублей — был затрачен можайскими предпринимателями на строительство и реконструкцию объектов потребительского рынка, всего в 2011 году построено и реконструировано 13 объектов.
Активным застройщиком на территории Можайского городского округа в последние годы является строительная компания «ПСО-13». В 2015 году был сдан жилой комплекс на улице Полосухина дом 7А, а уже в августе 2016 года организация начала строительство жилого дома на улице Фрунзе на 90 квартир.
Территорией концентрации градостроительной активности на ближайшее время станет территория индустриального парка, логистического центра и общественно-деловой зоны «Рыльково-Кожухово».

### Жилищно-коммунальное хозяйство
Структурные органы власти:
- отдел распоряжения и управления муниципальной собственностью;
- отдел по управлению жилищным фондом;
- отдел учёта муниципальной собственности и отчёта.

### Городской бюджет
Доходы бюджета городского поселения Можайск, включая поступления от бюджетов других уровней, в 2011 году составили 131,9 млн рублей. По сравнению с 2010 годом доходы увеличились на 10,5 % или на 12,5 млн рублей; по сравнению с 2009 годом доходы возросли на 26,5 % или на 27,6 млн рублей. Доходы бюджета городского поселения Можайск сформированы в основном за счёт поступлений от налоговых и неналоговых доходов. Заключено 79 договоров на аренду муниципального имущества, в бюджет городского поселения поступило 5,7 млн.рублей, что на 64 % больше, чем в 2010 году. Увеличение доходов от аренды связано с заключением нового договора с ОАО «Водоканал Московской области».
Расходы бюджета в том же году составили 142,6 млн рублей. По сравнению с 2010 годом расходы увеличились на 18,7 % или на 22,5 млн рублей; по сравнению с 2009 годом расходы возросли на 41,9 % или на 42,1 млн рублей.

### Банки
В городе работают банки: Сбербанк, Банк Возрождение, Инвестторгбанк, Россельхозбанк, Хоумкредит, ВТБ, Совкомбанк, Инвестторгбанк, Почта банк.

### Связь
В Можайске 5-значные телефонные номера. Код города 496-38.
Услуги местной телефонной связи в Можайске предоставляет Ростелеком.
Сотовые операторы связи: МТС, Билайн, МегаФон, Теле2, Yota.
Работает шесть отделений Почты России — индексы 143200-143204, 143210.

### Радиостанции
FM
- 87.70 — Ретро FM
- 88.10 — (ПЛАН) Like FM
- 90.60 — Дорожное радио
- 91.80 — Радио Ваня
- 92.20 — Радио Родных Дорог / Радио 1
- 92.60 — Радио России
- 97.40 — Радио Дача
- 97.80 — NRJ
- 98,20 — (ПЛАН) Питер FM
- 98.60 — Авторадио
- 99.90 — Радио Monte-Carlo
- 101.50 — Радио Пи FM
- 102.80 — Маруся FM
- 103.20 — Радио 1 (Малое Новосурино)
- 107.20 — Русское радио

### Цифровое телевидение (DVB-T2)
- 1 мультиплекс — 59 твк (10 каналов, 3 радио) (вещает)
- 2 мультиплекс — 56 твк (10 каналов) (вещает)

## Культура

### Кино

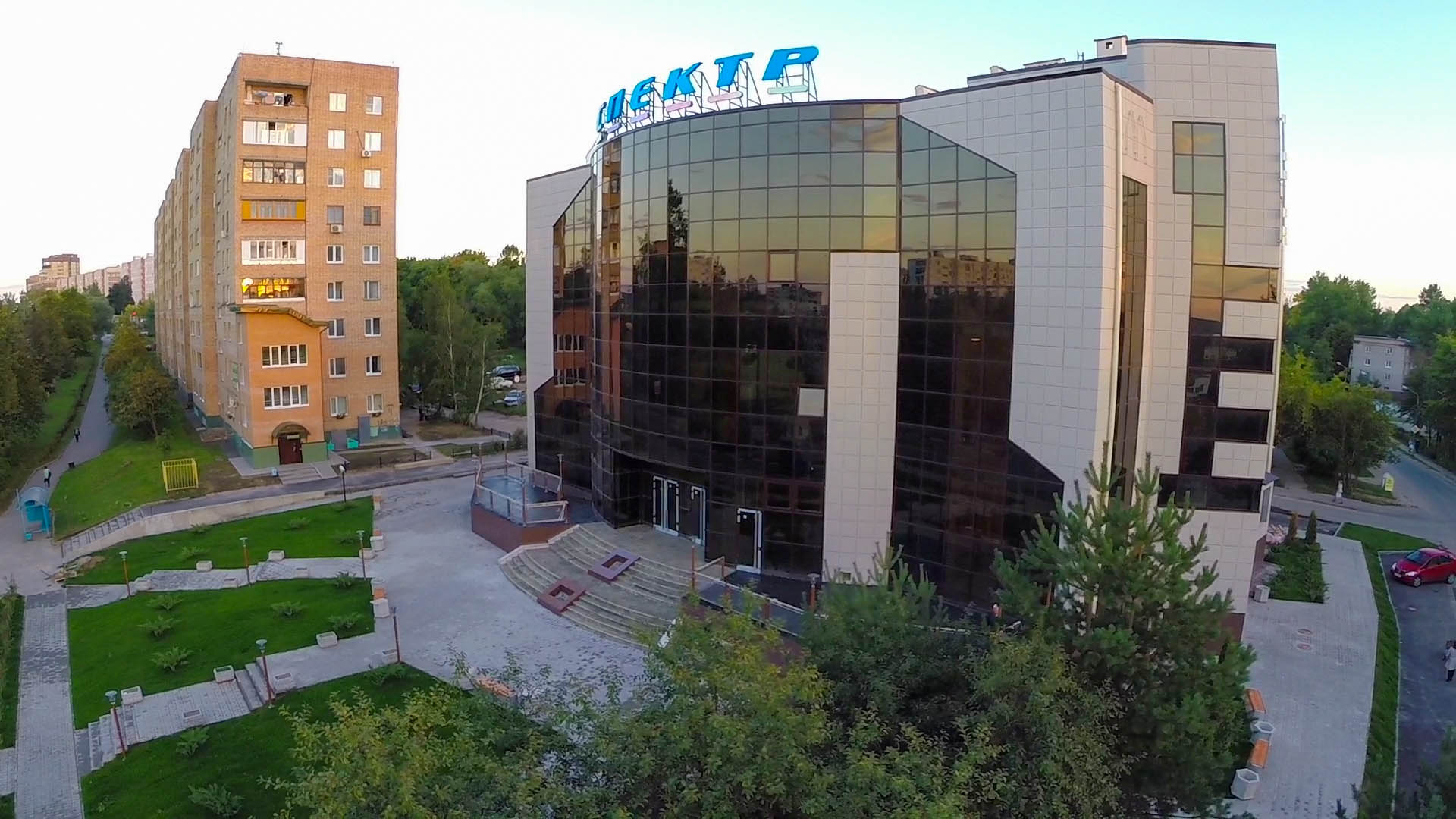
Кинотеатр «Спектр». Можайск

В городе с 1970-х по 2000-е действовал кинотеатр «Слава». В 2006 году он был снесён, а вместо него начали строительство нового. 29 декабря 2014 года состоялось торжественно открытие торгового центра «Спектр» с кинотеатром на третьем этаже.
Также в городе действует Можайское отделение кинопроката ГАУ МО «Мособлкино».

### Музеи

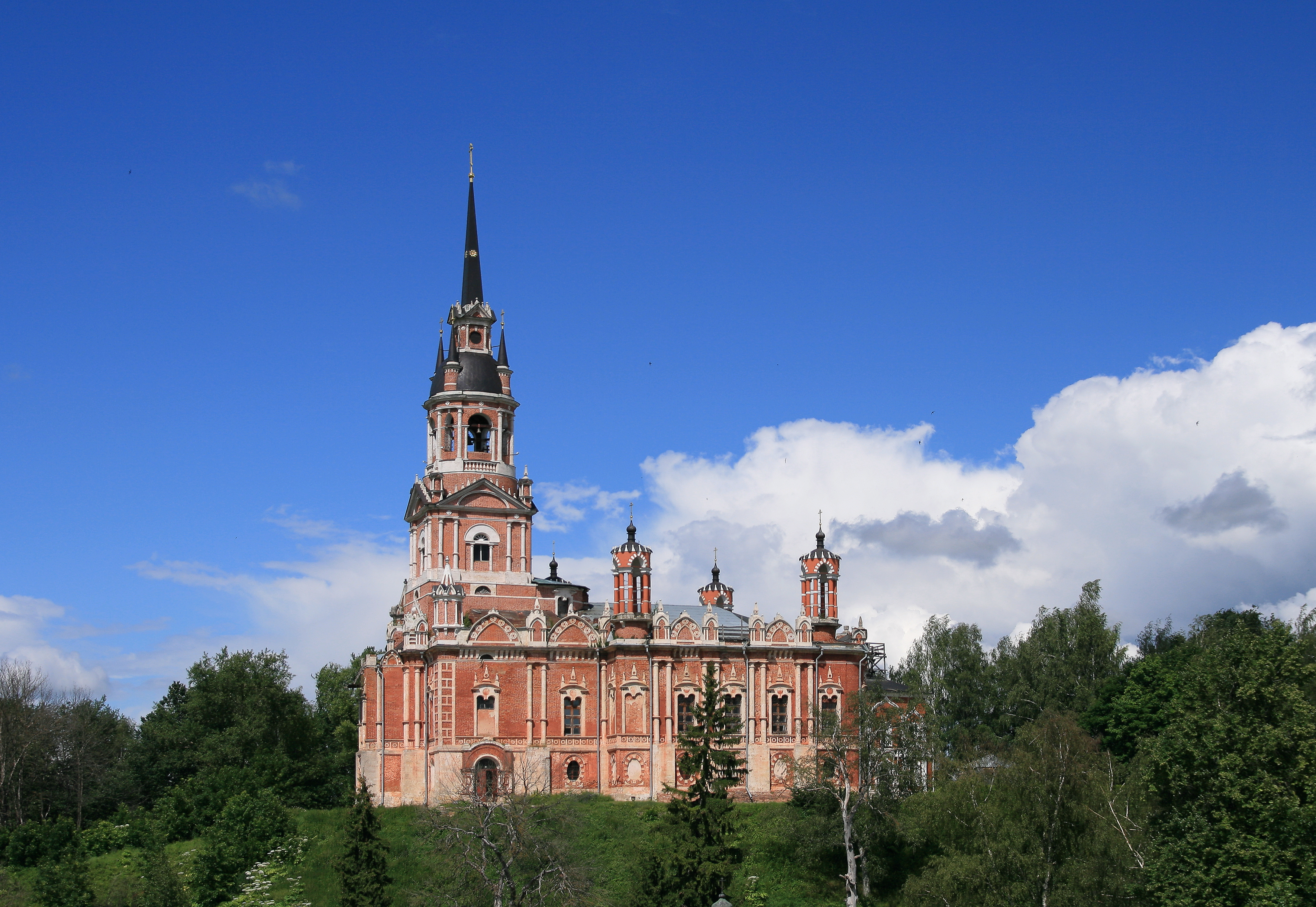
Ново-Никольский собор

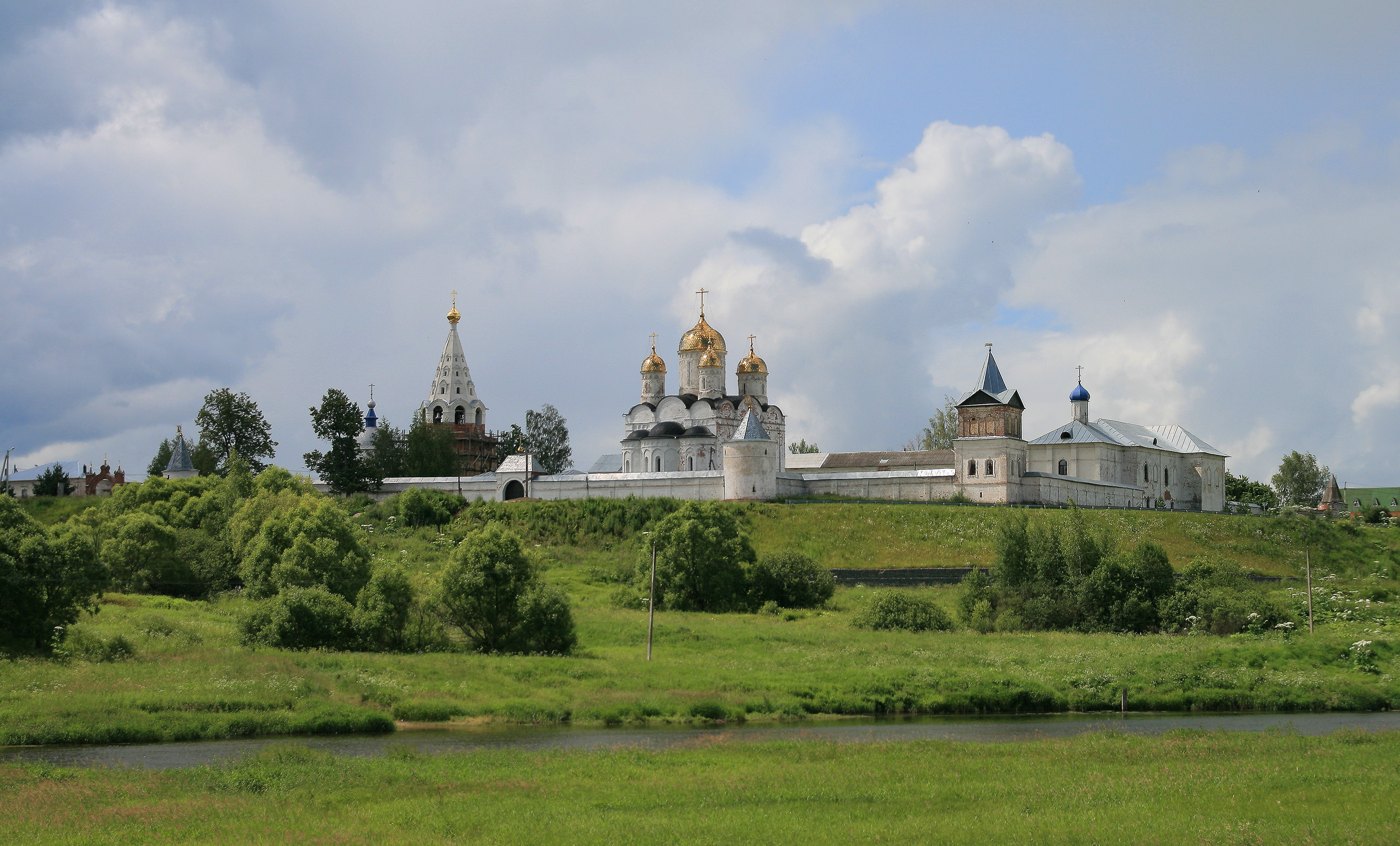
Лужецкий монастырь

#### Можайский историко-краеведческий музей
Можайский историко-краеведческий музей был основан в 1920 году на базе Земского музея, существовавшего при поддержке П. С. Уваровой с 1905 года и серьёзно пострадавшего при пожаре в 1920 году. Возрождение музея произошло по инициативе краеведа Н. И. Власьева, ставшего его первым директором, и художника-передвижника И. Л. Горохова. Он просуществовал до 1941 года, когда после эвакуации экспонатов, сопровождавшейся их частичной утерей, было решено не возрождать музей, а передать коллекции в Московский областной краеведческий музей в Истре (сейчас — музейно-выставочный комплекс «Новый Иерусалим»). Новая коллекция начала формироваться в 1964 году как музей средней школы № 1 г. Можайска усилиями её учителей А. А. и Б. Л. Васнецовых. Музей был открыт в 1981 году к 750-летию города Можайска. С 1986 года он становится филиалом Государственного Бородинского военно-исторического музея-заповедника. В собрании музея — работы можайских художников (в том числе И. Л. Горохова, его сына И. И. Горохова и внука Иг. И. Горохова), коллекция материалов по краеведению, собранная В. И. Гороховым, материалы археологических экспедиций Института археологии РАН, историко-бытовые предметы XVIII—XX веков.
В настоящее время в музее работает выставочный зал, в котором проходят сменные выставки живописи и историко-бытовых предметов из собрания музея. Выставочный зал и фонды расположены в одноэтажном кирпичном здании в центральной части города, построенном в 1907 году как флигель находившейся рядом гимназии.
Объектами экскурсионного показа Можайского историко-краеведческого музея также являются:
- Территория бывшего Можайского кремля, земляные валы, въездные ворота,
- Ново-Никольский собор (1802—1814, псевдоготика; передан РПЦ, действующий храм, в подклете — созданная силами прихода музейная экспозиция по истории собора и кремля),
- Церковь Петра и Павла (Старо-Никольский собор), (1849—1852; передан РПЦ, приписан к Никольскому собору),
- Лужецкий монастырь (основан в 1408 году, собор времён Ивана Грозного с частично сохранившимися фресками того же времени, колокольня XVII века; передан РПЦ, действующий монастырь),
- Мемориальный комплекс, посвящённый памяти героев Великой Отечественной войны, защитникам и освободителям земли Можайской в 1941—1942 гг.

#### Дом-музей художника С. В. Герасимова

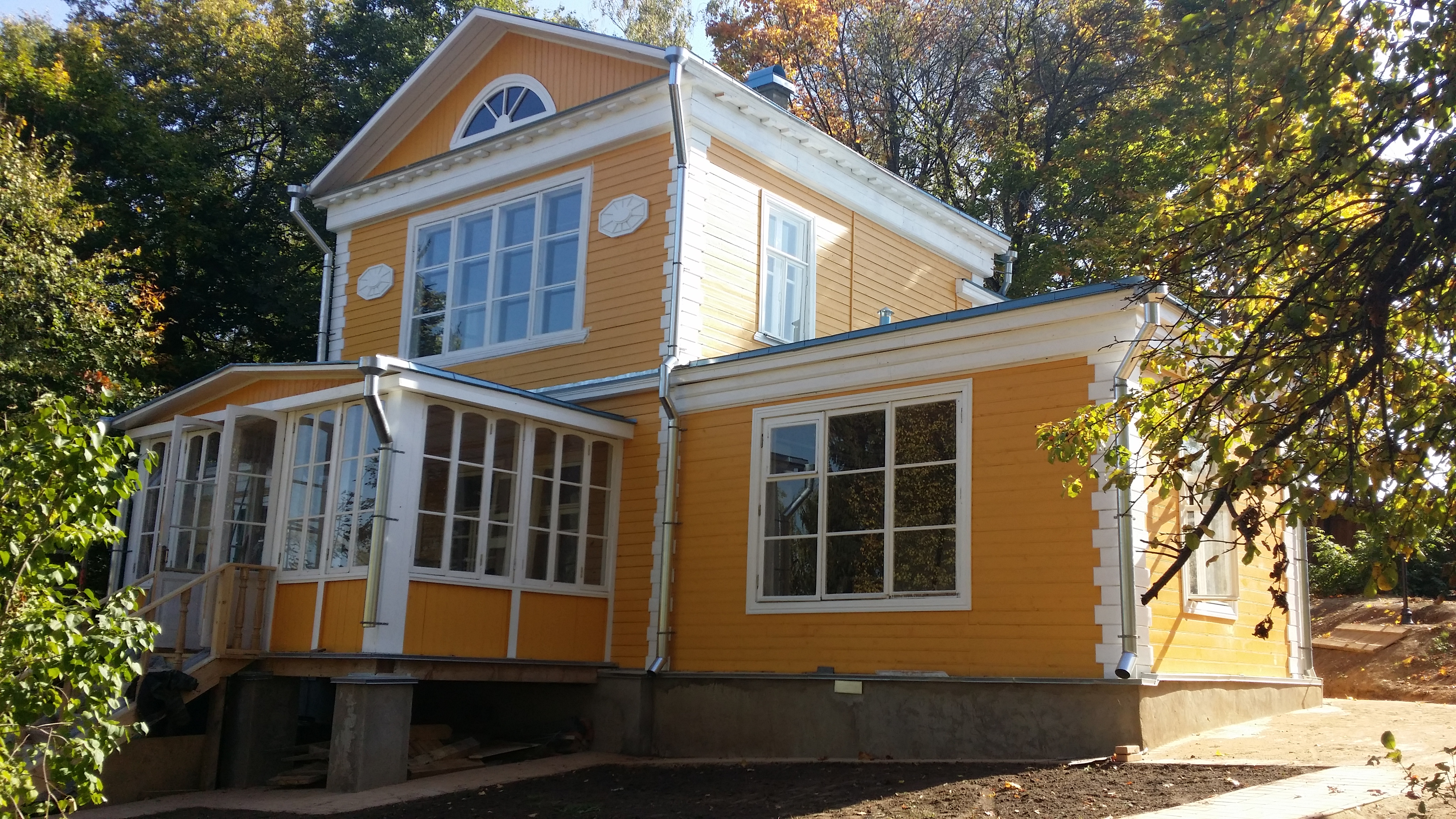
Дом-музей С. В. Герасимова. Можайск. 2014 год

26 сентября 1985 года, к 100-летию со дня рождения, по инициативе внучки — Людмилы Леонидовны Герасимовой, в Можайске был открыт Дом-музей народного художника СССР, академика, лауреата Ленинской премии Сергея Васильевича Герасимова в здании, в котором он жил с 1915 по 1964 год. С. В. Герасимов, уроженец Можайска, ученик В. А. Серова и К. А. Коровина, известен пейзажами, иллюстрациями к произведениям Н. А. Некрасова, А. М. Горького, сюжетными картинами «Колхозный праздник» и «Мать партизана» (ныне в собрании Третьяковской галереи), а также как видный педагог, основатель художественной школы.

В 1990 году музей стал филиалом Государственного Бородинского военно-исторического музея-заповедника как часть Можайского историко-краеведческого музея. С 9 октября 2009 года по 3 ноября 2015 музей был закрыт на реконструкцию. В настоящее время в музее открыта постоянная экспозиция «Жизненный и творческий путь художника», в которой представлены работы самого С. В. Герасимова, его сына Л. С. Герасимова, учеников, в том числе Г. М. Коржева, П. П. Оссовского, С. П. и А. П. Ткачёвых. В мастерской С. В. Герасимова реконструирована мемориальная обстановка.
Часть дома, ныне являющаяся мансардой (в которой находилась мастерская художника), была построена в 1915 году самим С. В. Герасимовым. В 1920-е годы она была поднята на второй этаж вновь построенного дома. В 1947 году к дому были по проекту владельца также пристроены веранда и мастерская для сына художника, Леонида.
У здания музея установлен бронзовый бюст живописца работы скульптора Иосифа Моисеевича Чайкова, исполненный в 1930-е годы.

### Можайский музейно-выставочный комплекс
В январе 2016 года в бывшем здании средней школы № 5 открылся Можайский музейно-выставочный комплекс, в настоящее время работающий как филиал Можайского районного культурно-досугового центра. В настоящее время экспозиция музея включает 5 залов: истории города и района, историко-бытовых предметов конца XIX — начала XX вв., Великой Отечественной войны на Можайской земле, можайцев — участников локальных войн и конфликтов конца XX в. (последние два зала одновременно представляют собой музей местного отделения организации «Боевое братство»), а также выставочный зал.

### Можайский дом художника
В 2014 году на день города был открыт Дом художника. На открытии были представлены картины художников, которые оставили свой след в культурной жизни Можайска. В настоящее время в здании проходят сменные выставки новых произведений можайских художников.

### Усадьбы

#### Городская усадьба Хлебникова (Ролле)

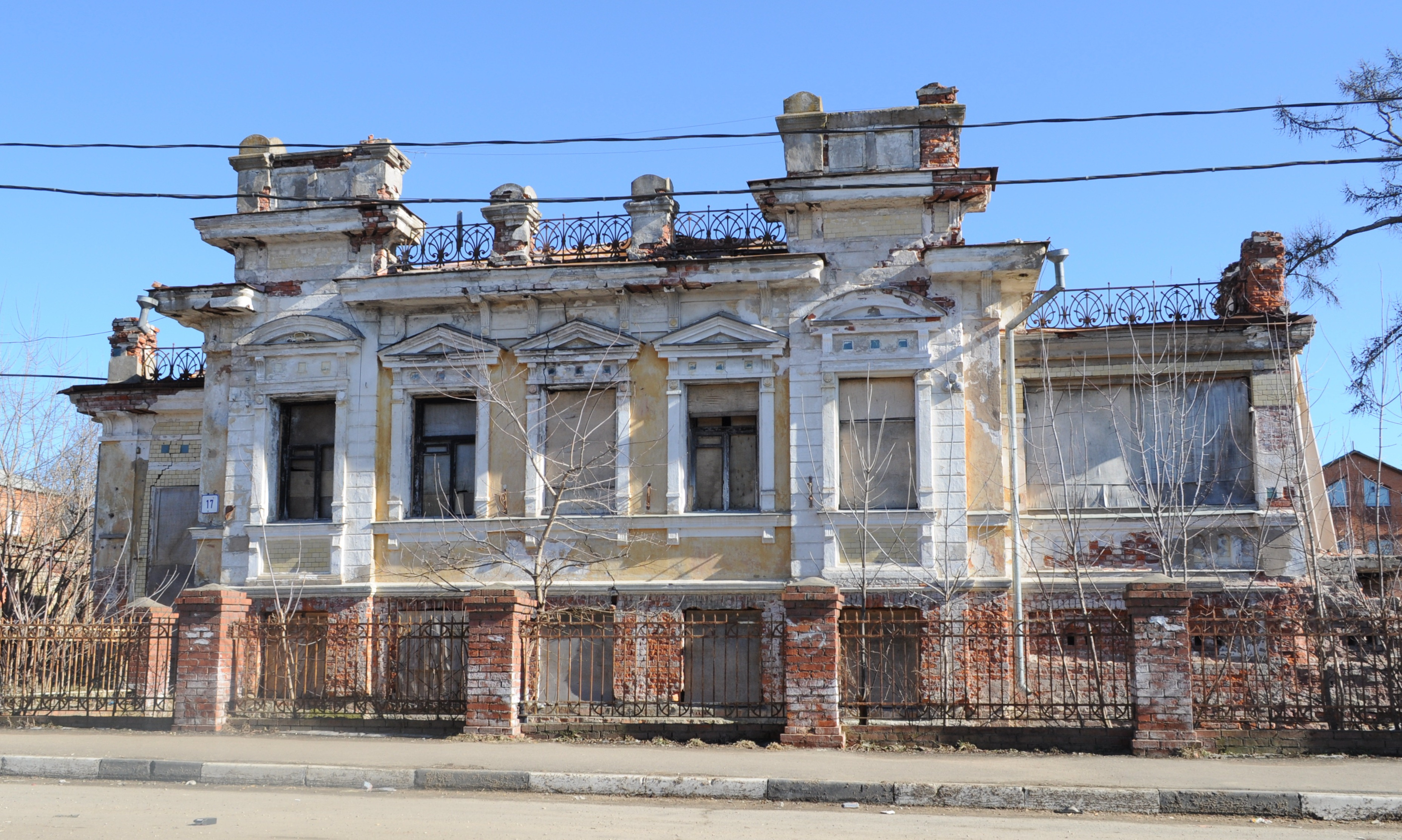
Городская усадьба Хлебникова (Ролле)

История усадьбы начинается в 1898 году. Хозяином и застройщиком дома был дворянин французского происхождения Леонтий Владимирович Ролле. Усадьба Ролле — это памятник, входящий в перечень архитектурных памятников Московской области.

#### Усадьба Ильинское (Варженевских)
Усадьба, в 7 км от города, основана в 1674 году стольником А. П. Савёловым и в XVIII в. была в его роду, в середине XIX в. усадьбой владела штабс-ротмистрша А. Н. Бове и затем её наследники, с конца XIX в. — дворяне Варженевские, в 1911 г. — Сергей и Анна Гавриловичи Варженевские и до 1917 года — их семья. Сохранился небольшой пейзажный парк, в основном липовый, с прудами. Усадебные здания и деревянная Ильинская церковь 1872 года утрачены. Около 1920 года из усадьбы были вывезены библиотека и художественные ценности. В послевоенные годы — пионерлагерь «Кировец». В 1990—2000-х годах остатки зданий усадьбы были снесены полностью.

### Средства массовой информации
Первая можайская газета, «Новая жизнь», стала выпускаться 8 апреля 1918 года. Газета часто меняла названия — «Известия Можайского Совета крестьянских и рабочих депутатов» — «Голос батрака» — «Красная заря» — «Заря» — «Пахарь» — «Новый пахарь» — «За колхоз» — «За большевистские колхозы» — «По ленинскому пути».
В городе также регулярно выходят местные газеты: «Маленький город» (с 2002 года), «Рекламная неделька» (с 2002 года), «Можайское обозрение» (с 2006 года), «Можайские вести» (с 2011 года), «Можайск Сегодня» (с 2012 года).
В 2005 году запущено телевещание канала «Можайское телевидение». В 2012 году запущено телевещание канала «Орбита плюс Можайск»
В городе работают операторы кабельного ТВ — «Орбита плюс Можайск», Группа компаний «СПИДИ-ЛАЙН», «МКС», «Ростелеком», «ВЭЛЛКОМ».
В 2014 году в день города вышел первый выпуск нового печатного издания — Можайский журнал «Отражение плюс».

## Религия
Покровителем города является святитель Николай Чудотворец. Город является религиозным и паломническим центром, на территории расположено несколько древних храмов:
- Церковь Святых и праведных Богоотец Иоакима и Анны. На месте одноимённого средневекового монастыря,
- Ново-Никольский собор (1802—1814, псевдоготика),
- Церковь Петра и Павла (Старо-Никольский собор), (1849—1852),
- Лужецкий монастырь (основан в 1408 году, собор времён Ивана Грозного),
- Собор Рождества Пресвятой Богородицы
- Храм Св. Пророка Илии (Ильинская слобода).

|  |  |  |  |

#### Святой источник преподобного Ферапонта Белозёрского
В деревне Исавицы, рядом с Лужецким монастырём, расположена деревянная часовня у родника, в народе именующаяся колодцем преподобного Ферапонта. После революции часовня была сломана, а источник засыпан. Была восстановлена в начале 2000 годов. По преданию, источник был основан в начале XV века самим основателем монастыря — преподобным Ферапонтом. Первоначальное, историческое месторасположение данного источника не помечено ни на едином архивном плане. Первые достоверные данные касаются исключительно периода конца XIX — начала XX веков. При колодце устроены женская и мужская купели. Ныне существующая деревянная часовня сооружена в 2008 году. С 2009 года рядом с часовней строится духовно-просветительский центр имени святителя Макария Московского.

## Здравоохранение
Имеется МУЗ «Можайская центральная районная больница». В фонде Московского врачебного управления в деле «О рассмотрении требования можайского уездного врача Депаловича об увеличении средств на содержание больных нижних чинов в градской больнице» в рапорте Можайской шестигласной думы московскому гражданскому губернатору имеются сведения о том, что согласно представлению Думы 16 сентября 1831 года организация поставки продовольствия для больных воинских чинов, находящихся на лечении в Можайской городской больнице, была поручена мещанину Авдюнину. То есть с момента первого упоминания о больнице в документах прошло уже 182 года.
В докладе Можайской земской управы от 1909 года есть запись, что в городе находится «…ветеринарная лечебница и при ней случной пункт. Ветеринарный персонал состоит из врача и фельдшера…».
С 2006 года Можайская ГБ реорганизована в МУЗ «Можайская центральная районная больница». В 2012 году законченно строительство и пущен в эксплуатацию пятиэтажный корпус детского поликлинического отделения. 9 июля 2013 года, спустя два года после закрытия на капитальный ремонт, открылось обновлённое акушерско-физиологическое отделение Можайской ЦРБ.
В городе расположены Можайская стоматологическая поликлиника, ветеринарная клиника и Можайская районная станция по борьбе с болезнями животных.

## Образование и наука
Высшие учебные заведения
В Можайске действует 1 филиал московских высших учебных заведений:
- Филиал Национального института имени Екатерины Великой (с 01.08.2008).

Ранее также действовали:
- Филиал Московского государственного технического университета радиотехники, электроники и автоматики (с 26.06.2014[134]) (Филиал Московского государственного университета приборостроения и информатики, с 09.09.2000 до 26.06.2014) — закрыт в 2015 году;
- Филиал Московского государственного строительного университета (с 09.08.2013 года)[135], (с 2000 года филиал Московской государственной академии коммунального хозяйства и строительства; с 2009 года — филиал Московского института коммунального хозяйства и строительства) — закрыт в 2016 году.

Средние учебные заведения

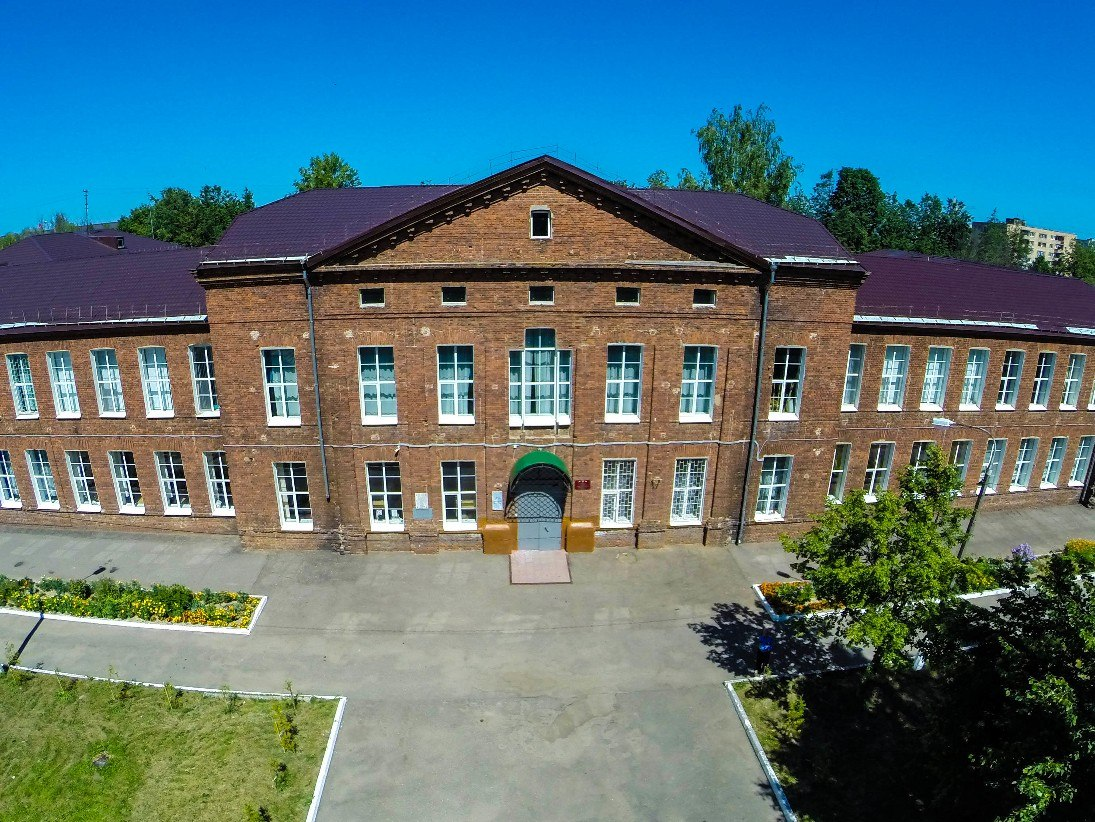
Здание школы № 1. Можайск

Первая школа в Можайске была открыта в 1914 году — средняя общеобразовательная школа № 1. Общее количество учебных средне-образовательных учреждений в Можайске насчитывает пять — одна гимназия и четыре общеобразовательные школы. Средняя общеобразовательная школа № 5 города Можайска в 2009 была закрыта в связи с аварийным состоянием, а 1 сентября 2012 года была упразднена. Учащиеся этой школы переведены в среднюю общеобразовательную школу № 3 г. Можайска, открывшуюся после капитального ремонта 2 апреля 2012 года. В здании средней общеобразовательной школы № 5 размещён городской архив, музей организации «Боевое братство» и районный музейно-выставочный комплекс.
1 сентября 2012 года открыта новая общеобразовательная школа «Гармония» на 640 мест.

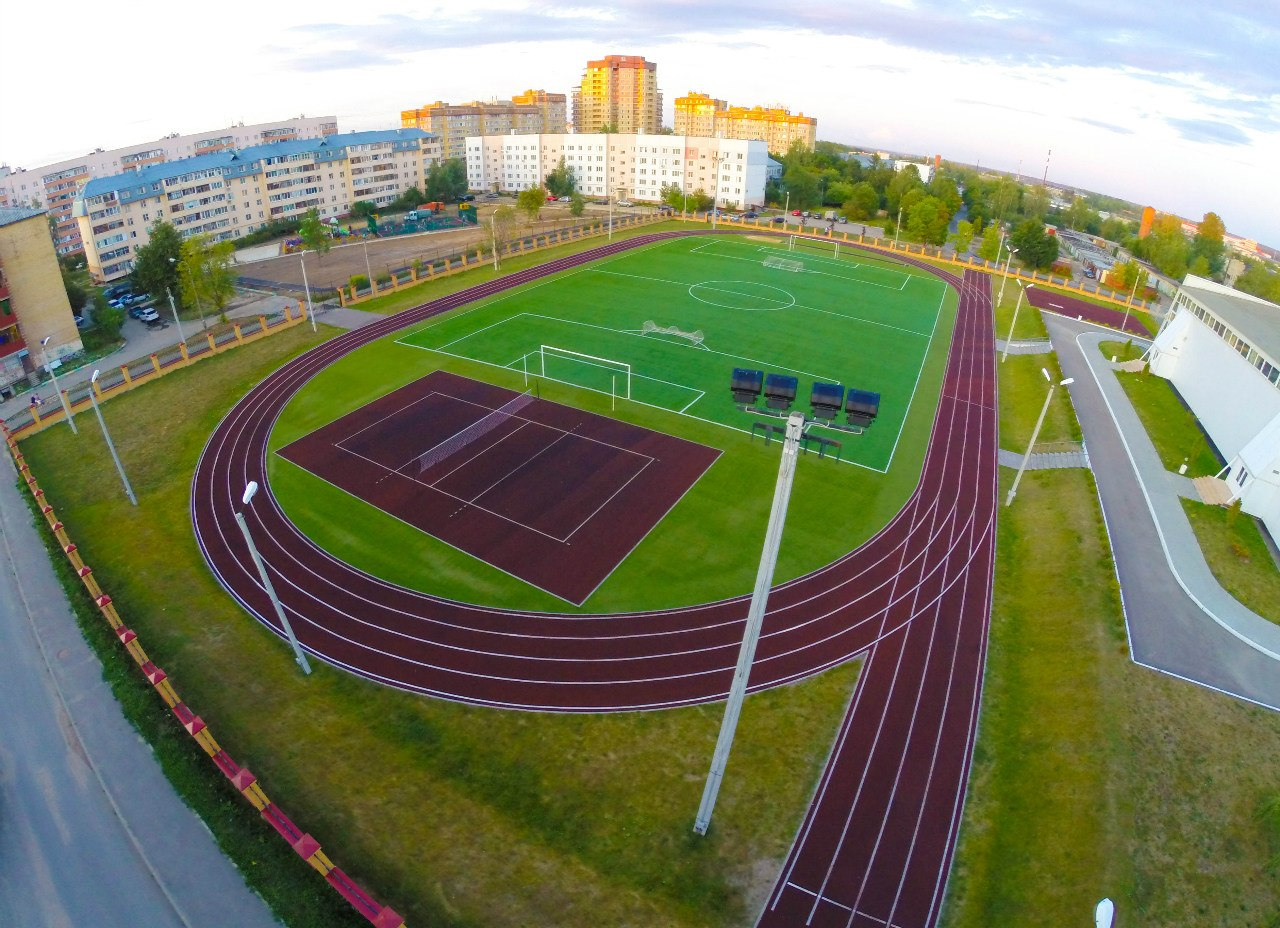
Стадион около школы «Гармония». Можайск

По окончании 2013—2014 учебного года 545 девятиклассников и 298 учеников 11 класса города и района сдали ГИА и ЕГЭ с первого раза.
За отличные показатели в учёбе 20 выпускников школ награждены медалями Министерства образования Московской области — «За особые успехи в учении».
Также в Можайске действуют музыкальные школы № 1 (1961 год) и № 2, детская школа искусств им. С. В. Герасимова (открыта 1 октября 1994 года) и дом детского творчества (бывший Дворец пионеров), которому после смерти было присвоено имя Героя Советского Союза Павлова Тимофея Ивановича.
В городе работали три средних специальных учебных заведения — ПУ-97 (31 декабря 1953 года), ПУ-25 (1930 года), ПТУ-70 (1973 года). С 12 марта 2014 года техникумы реорганизованы в государственное бюджетное профессиональное образовательное учреждение Московской области «Можайский многопрофильный техникум», целью которого является реализация образовательных программ среднего профессионального образования.
Можайская городская центральная библиотека
Можайская городская центральная библиотека расположена в посёлке Колычёво, примерно в 3 км к югу от Можайска. История библиотеки начинается в конце 1947 года, когда по инициативе Георгия Фёдоровича Меженцева, на швейной фабрике имени 1 мая, была создана профсоюзная библиотека. В год открытия книг насчитывалось около 100 штук, а через 8 лет — около 3000 штук. В 1956 году был сделан капитальный ремонт здания библиотеки, помещение её значительно расширено, сделаны новые стеллажи для книг, отремонтирован читальный зал, размещена мебель. В 1958 году был построен новый административный корпус, и библиотека из старого деревянного здания была переведена на 2-й этаж основного корпуса, который был весь отдан под клуб и библиотеку. К 1982 году книжный фонд насчитывал 19665 экземпляров и под библиотеку было выделено помещение в 154 м² на 1-м этаже 5-тиэтажного молодёжного общежития, где библиотека находится в настоящее время. В июле 1996 года библиотеку передали Можайскому отделу культуры, так профсоюзная библиотека ЗАО «Франт» стала филиалом МУК «Можайская районная ЦБС (централизованная библиотечная система)», состоящей из 45 филиалов. В 2009 году Можайская ЦБС была реорганизована и на основании Постановления Главы городского поселения Можайск на базе филиала «Колычевская библиотека» было создано муниципальное учреждение культуры «Можайская городская центральная библиотека» с филиалами:
- филиал № 1 «Гидроузловская библиотека»
- филиал № 2 «Библиотека деревни Красный Балтиец»
- филиал № 3 «Библиотека посёлка МИЗ»
- филиал № 4 «Городская библиотека»[141].

В городе работает Можайская межпоселенческая библиотека, которая объединяет районную, детскую библиотеки и городской филиал. Книжный фонд библиотек насчитывает около 50 тысяч экземпляров; постоянных читателей — более 9 тысяч человек. Библиотека обеспечивает информацией читателей, учащихся по программам средней и высшей школ; ведёт справочно-библиографическое обслуживание читателей всех направлений, включая правовое и краеведческое. На базе библиотеки проводятся мероприятия для школ и училищ города.
В близлежащем посёлке Спутник расположен Можайский филиал ФБУ «ЦСМ Московской области» является филиалом и обособленным подразделением реорганизованного федерального государственного учреждения «Менделеевский центр стандартизации, метрологии и испытаний». Деятельность по поверке средств измерений в филиале осуществляется с 1982 года. Расширение площадей, приобретение образцовых средств измерений, обучение специалистов по основным направлениям позволяют обеспечить потребности региона в поверке средств измерений.

## Спорт

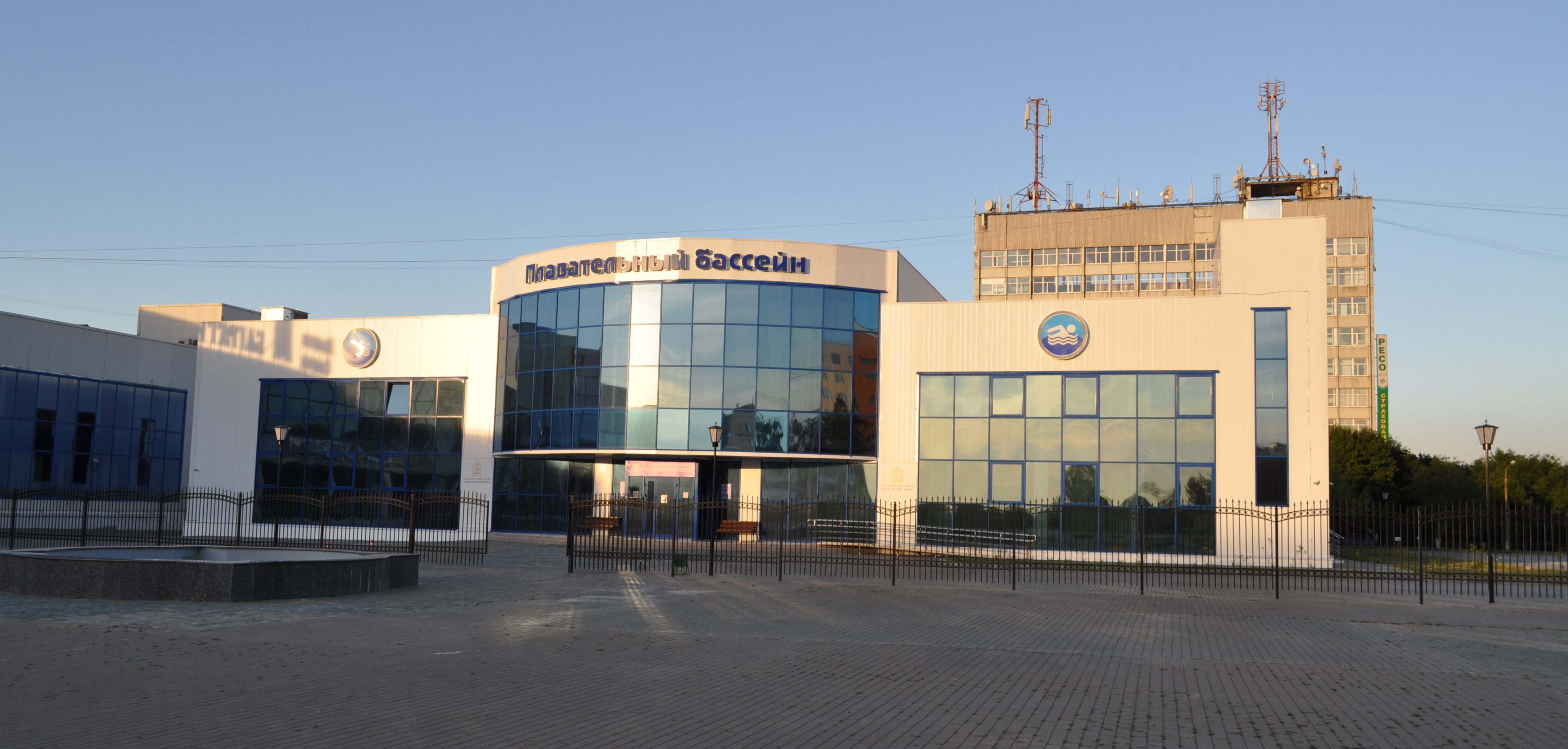
Можайский районный плавательный центр

Спортивная история города начинается в 1936 году, когда в городе была создана первая команда по футболу и совет спортивных коллективов Можайского района. На послевоенных фотографиях 1946—1948 годов запечатлены городские соревнования по футболу. Первым мастером спорта СССР (по лёгкой атлетике) в Можайске, в 1961 году, стал Иван Семёнович Горлов; также он участвовал во II Летней Спартакиаде народов СССР. В 1968 году звание Мастера спорта было присвоено Валентину Спиридонову, игроку команды «Торпедо», завоевавшему в этот год бронзовые медали чемпионата СССР.
Начиная с 60-х годов проводятся первенства района по футболу, хоккею, лыжным гонкам, лёгкой атлетике, шахматам, настольному теннису, на Комсомольской площади проведены первые матчи по «русскому хоккею». А в конце 60-х годов Владимир Порфирьевич Платонов стал первым в Можайске наставником и играющим тренером.
В 1974 году открылась первая ДЮСШ по хоккею, а в 2000 году по самбо и дзюдо. В городе и районе работает комплексная ДЮСШ по 11 видам спорта, специализированные ДЮСШ по самбо и дзюдо, а также по парусному спорту (1981). Можайские спортсмены активно участвуют в соревнованиях районного, Российского и мирового уровней. Среди них — два мастера спорта международного класса, тридцать шесть мастеров спорта России по боксу, самбо, дзюдо, джиу-джитсу, боевому самбо, парусному спорту и шахматам. В городе начал свою карьеру профессиональный российский хоккеист, чемпион мира по хоккею 2008, 2009, 2012 годов Терещенко Алексей Владимирович.
В 2004 году открыт Дворец спорта «Багратион».
В 2007 году по итогам за год секция по хоккею среди школ Московской области заняла 1 место. В сезоне 2007 года хоккейные команды ДЮСШ неоднократно участвовали в Международных и Всероссийских соревнованиях. Команда «Можайские Драгуны» 1995 года рождения заняла 1 место в Международном турнире в городе Турку, участвовала во Всероссийском финале турнира, основанного Анатолием Тарасовым, «Золотая шайба», и в 2007 году заняла 4 место из 10 команд, а в 2008 году завоевала золотые медали соревнований и Кубок. Воспитанница комплексной ДЮСШ Инна Дюбанок в составе хоккейной команды «Торнадо» (Московская область), стала двукратной чемпионкой России, а в Международном турнире 4 сборных (Россия, Финляндия, Германия, Швеция) была признана лучшим защитником турнира. В сезоне 2013/2014 в чемпионате России по хоккею среди женских команд дебютировал ХК «Комета», представляющий с 2014 года Одинцово.
В 2013 году ветераны можайского хоккея дебютировали в лиге НХЛ 40+. В 2014 году создана команда «Драгуны», выступающая в Первенстве Молодёжной хоккейной лиги.
Ежегодно в городе проводятся районные военно-патриотические соревнования «За тех, кто в полный поднимался рост». В городе расположены — на площади перед Дворцом спорта — небольшой скейт-парк, в северо-западной части города — стадион «Спартак», в центре города — стадион «Юность», на севере — лыжная трасса (на которой каждый год проводится «Лыжня Дмитриева»). С 2004 по 2014 год около Дворца спорта строился Можайский районный плавательный центр.
В течение учебного года на территории района проходит комплексное соревнование «Спартакиада Можайского района среди учащихся» по различным видам спорта: футбол, волейбол, баскетбол, лыжные гонки, лёгкая атлетика, шахматы. Учащиеся разделены на возрастные категории: 5—7 классы, 8—9 классы, 10—11 классы и три территориальные зоны: Городская, Сельская, Уваровская. Для 1—4 классов в течение учебного года также проводятся различные соревнования по лёгкой атлетике, лыжным гонкам, футболу.
В 2014 году первое место на первенстве Европы по самбо среди девушек до 18 заняла Карина Черевань, завоевал кубок Европы по джиу-джитсу Дмитрий Грищенко, стала обладательницей Кубка мира по самбо, серебряных медалей чемпионатов России и Европы Анастасия Шинкаренко.
В 2024 году было открыто новое здание для спортшколы олимпийского резерва по дзюдо и самбо.

## Туризм

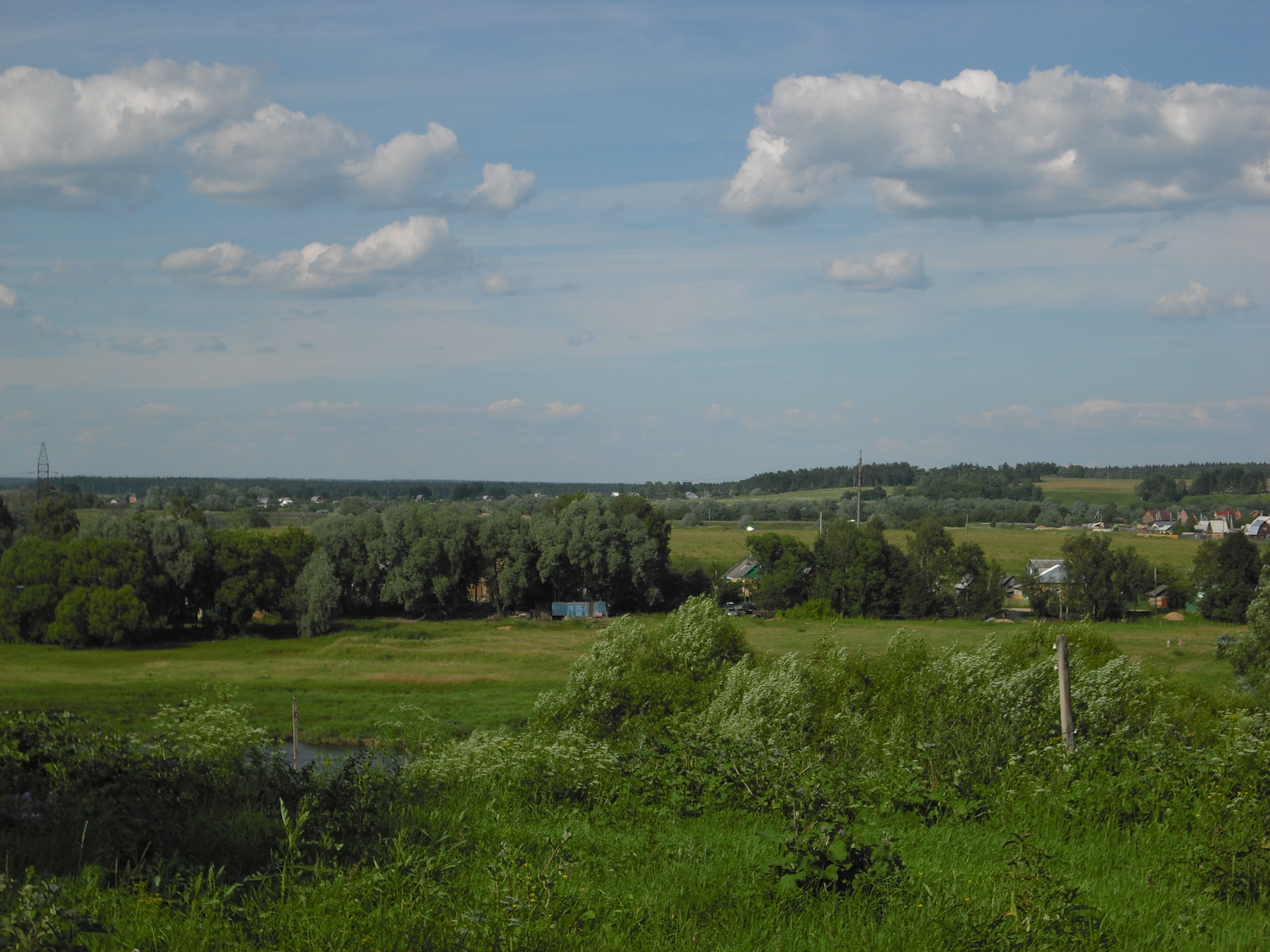
Окрестности Можайска

На окраине города расположена конно-туристическая база «Аванпост», созданная в 1996 году. Основной вид деятельности базы — конные маршруты разной продолжительности, а также тематические программы.
В городе базируется «Можайский внедорожный клуб „Бродяги“». Клуб основан в 2008 году. Участники клуба выступают в соревнованиях по внедорожному туризму, трофи-рейдах, занимаются подготовкой и оснащением автомобилей.
Окрестности Можайска популярны среди жителей Москвы и запада Подмосковья. Туристов привлекает прежде всего Можайское водохранилище с его многочисленными пляжами.
Кроме того, среди туристов очень популярен велосипедный туризм, а также конные и пешие прогулки по Можайскому району, известному своей живописной природой.
28 ноября 2014 года был запущен проект по созданию туристической карты Можайского района, направленный на развитие туризма в городе и районе.

## Местное самоуправление
Главы Можайского городского округа
- Сунгуров Игорь Валентинович — с 13 октября 2009 года по 9 сентября 2013 года[150]
- Насонов Владимир Владимирович — с 1 января 2000 года по 1 марта 2009 года[151]

Судебную власть осуществляют Можайский городской суд Московской области и мировые судьи.

## Общественные организации
В городе расположено Можайское районное отделение Московского областного отделения Всероссийского общественного Движения ветеранов локальных войн и военных конфликтов — «Боевое Братство». На базе организации создан в 2004 году Поисковый отряд «Рубеж», а также военно-патриотический клуб «Факел» (занявший в 2013 году 1 место на областном спортивном празднике «День защитника Отечества»).
Также в городе располагаются организации — «Женщины Подмосковья», Совет ветеранов (председатель — Ситцев Александр Васильевич — Герой Советского Союза, почётный житель города), Общественный совет Можайского района, Можайское объединение краеведов, движение молодых политических экологов «Местные», Православный молодёжный фестиваль «Братья», Организация инвалидов войны в Афганистане, попечительский совет комплекса «Святой колодец преподобного Ферапонта Можайского».

## Достопримечательности
- Можайский кремль (XII—XVII вв.) — помимо двух соборов, в кремле сохранился каменный мост (1802 г.), часовня под горой (1913 г.), Ахтырская часовня и кремлёвские ворота (начало XIX в.), чистое озеро (известно с XVI—XVII вв.), оборонительный земляной вал XIV века.
- Ново-Никольский собор (1802—1814, неоготика), внутри — Воздвиженская церковь XVII века, 11 метров кремлёвской стены начала XVII века, а также стены и ворота Никольской башни 1490 года.
- Церковь Петра и Павла (Старо-Никольский собор), (1849—1852), построена на месте рухнувшего в 1844 году городского собора. Фундамент и подклет остался от старого храма 1390 года — первого каменного здания в Можайске.
- Церковь Святых и праведных Богоотец Иоакима и Анны (1867—1871 гг., 1892 г.). На месте одноимённого средневекового монастыря. Современная церковь построена на месте снесённого в 1867 году одноимённого собора, построенного в 1390-х годах. В настоящее время единственное, что осталось от древней постройки — стена, включённая в состав другой церкви, названной Ахтырской.
- Лужецкий монастырь (основан в 1408 году). Первый каменный храм был снесён в начале XVI века, ныне существующий построен на его месте в 1524—1547 годах. Ограды и башни выстроены в 1681—1684 годах. Остальные постройки датируются XVII—XVIII—XIX веками.
- Храм Св. Пророка Илии (Ильинская слобода) — ныне существующий каменный храм построенный на месте деревянной церкви в 1852 году, в 1902 году был расширен.
- Городская усадьба Хлебникова (1906—1910)
- Дом-музей художника С. В. Герасимова.
- Дом писателя А. А. Жарова, автора гимна пионерии.
- Здание ревкома в городском саду. Трёхэтажное каменное здание, в котором в 1918 году размещался совет рабочих, солдатских и крестьянских депутатов, было построено в центре города в 1834 году.
- Парк Победы (сквер Славы, 1919 г., 1942 г., 1985 г.)
- Парк культуры и отдыха дружбы России и Беларуси (ранее — «Можайская Ривьера») у реки Москвы.

## Города-побратимы
У Можайска 23 города-побратима в 11 странах мира, в том числе в России — 12 городов.
Города-побратимы — это города, с которыми заключены соглашения о побратимских отношениях. В зависимости от содержания соглашение включает пункты о развитии культурного, социального, экономического, спортивного, образовательного сотрудничества. Также статус города-побратима позволяет обращаться в международные и европейские организации за поддержкой совместных проектов и начинаний.
До 1991 года можайскими побратимами были Прейльский район Латвийской ССР и город Руза.

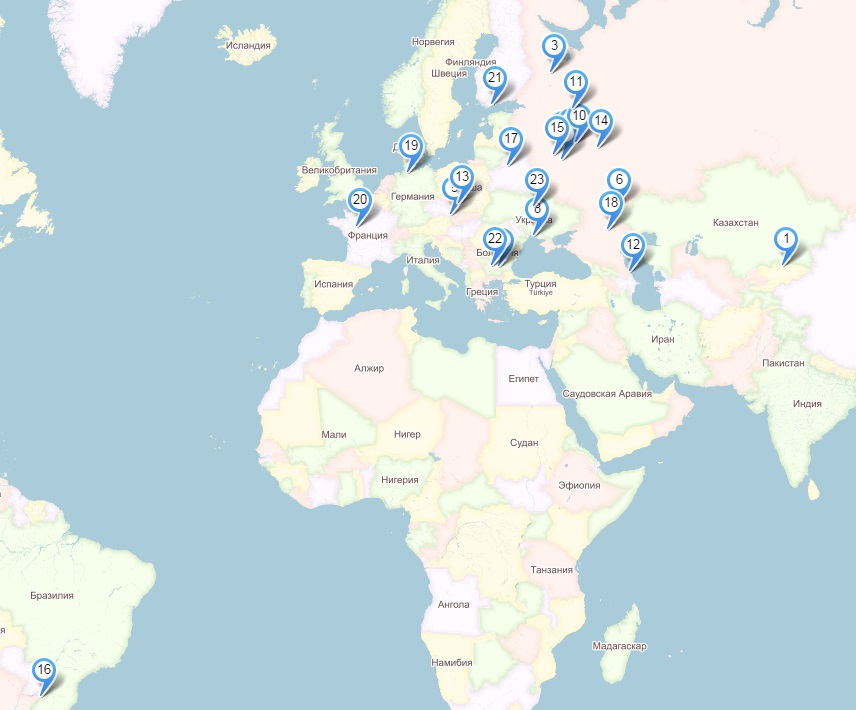
География городов-побратимов Можайска на карте мира

| Город                 | Регион                 | Страна     | Дата                    |
| --------------------- | ---------------------- | ---------- | ----------------------- |
| Переяслав-Хмельницкий | Киевская область       | Украина    | 1953                    |
| Етрополе              | Софийская область      | Болгария   | не позднее 1979         |
| Лохья                 | Южная Финляндия        | Финляндия  | 1990-е                  |
| Шато-де-Луар          | Земли Луары            | Франция    | 1990-е                  |
| Дрохтерзен            | Нижняя Саксония        | Германия   | 1990-е                  |
| Кетченеры             | Республика Калмыкия    | Россия     | 1990-е                  |
| Наро-Фоминск          | Московская область     | Россия     | 1990-2000-е             |
| Обера́                 | Провинция Мисьонес     | Аргентина  | 1995 или 1999 (октябрь) |
| Вилейка               | Минская область        | Беларусь   | 1998 (январь)           |
| Гагарин               | Смоленская область     | Россия     | 2001                    |
| Гороховец             | Владимирская область   | Россия     | не позднее 2007 года    |
| Уязд                  | Опольское воеводство   | Польша     | 22.05.2007              |
| Дербент               | Республика Дагестан    | Россия     | 10.09.2007              |
| Кириллов              | Вологодская область    | Россия     | 2008 (июнь)             |
| Переславль-Залесский  | Ярославская область    | Россия     | 2008 (июнь)             |
| Малоярославец         | Калужская область      | Россия     | 22.05.2012              |
| Очаков                | Николаевская область   | Украина    | не позднее 2011 года    |
| Дмитров               | Московская область     | Россия     | не позднее 2014 года    |
| Николаевский район    | Волгоградская область  | Россия     | не позднее 2014 года    |
| Шипка                 | Старозагорская область | Болгария   | 01.09.2013              |
| Медвежьегорск         | Республика Карелия     | Россия     | 22.05.2014              |
| Волоколамск           | Московская область     | Россия     | 16.07.2014              |
| Токмак                | Чуйская область        | Кыргызстан | 16.07.2014              |